# Relazioni bilaterali tra Italia e Russia

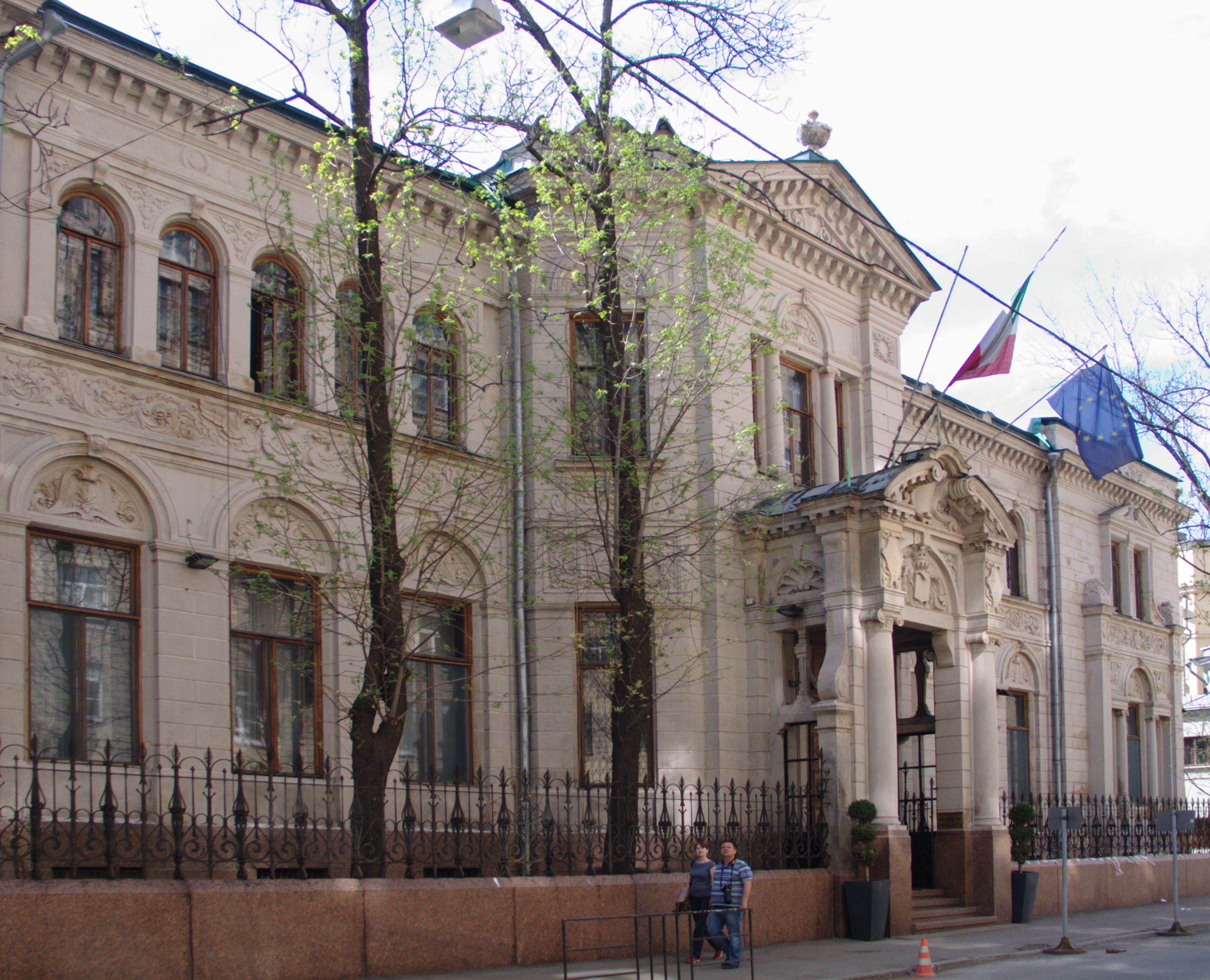
L'ambasciata italiana a Mosca.

Le relazioni bilaterali tra Italia e Russia fanno riferimento ai rapporti diplomatici ed economici tra la Repubblica Italiana e la Federazione Russa.
L'Italia ha un'ambasciata a Mosca, due Consolati Generali a Mosca e a San Pietroburgo, un consolato generale onorario a Krasnodar, consolati onorari a Ekaterinburg, Lipetsk e Chelyabinsk, nonché corrispondenti consolari a Samara e a Volgograd. La Russia ha un'ambasciata a Roma, cinque consolati generali a Genova, Milano, Palermo, Bari e Ancona e due consolati onorari a Pisa e Firenze. Entrambi i Paesi sono membri del Consiglio d'Europa e dell'Organizzazione per la sicurezza e la cooperazione in Europa (OSCE).
L'Italia è il quarto sbocco commerciale russo dopo Paesi Bassi, Cina e Germania, e la quinta fonte d'importazioni per la Russia dopo Cina, Germania, Stati Uniti e Bielorussia; è operativa una Camera di commercio italo-russa che raggruppa le principali aziende italiane che operano in Russia e viceversa. L'Italia ha una forte dipendenza dal gas russo.
Il particolare calore dei rapporti russo-italiani è stato determinato non solo dagli interessi commerciali, ma anche dai ricchi scambi culturali e umani tra i due paesi. Molti turisti russi visitano l'Italia ogni anno e tanti studenti russi vi si recano per studiare l'arte e la musica italiana. A loro volta, gli italiani hanno sempre mostrato simpatia verso la Russia e il suo popolo.

## Storia delle relazioni

### Rinascimento
Le città commerciali della Russia avevano già nei secoli X-XIII stretti legami con l'Europa, anche con l'Italia. Veneziani e genovesi mostrarono un particolare interesse verso il Principato di Moscovia. Questi legami subirono un'interruzione a seguito dell'invasione mongola della Rus' di Kiev. Solo alla fine del XV secolo, quando i mongolo-tartari furono sconfitti, i rapporti commerciali con l'Europa cominciarono a riprendersi. All'epoca, l'Italia era frammentata in stati separati, alcuni dei quali, in particolare la Repubblica di Venezia e lo Stato della Chiesa, erano interessati all'inclusione della Russia nella sfera degli interessi politici e religiosi. Nel 1438, per il riavvicinamento tra le Chiese latina ed ortodossa nel Concilio di Basilea, Ferrara e Firenze, venne in Italia anche una delegazione russa (uno dei cui membri era l'autore di Viaggio a Firenze 1437-1440), guidata dal metropolita Isidoro di Kiev. L'unione delle chiese cattolica e ortodossa, auspicata in questo concilio, venne respinta dalla società russa.
L'ambasciatore dello Stato Pontificio in Russia Antonio visitò Mosca nel 1471 e i rapporti tra i due stati si intensificarono; nel maggio 1524 il Papa Clemente VII inviò una lettera a Mosca con la proposta di inviare un rappresentante a Roma - l'aristocratico Paolo Chenturione. Dopo un soggiorno a Mosca, Paolo tornò a Roma, accompagnato dall'ambasciatore russo Dmitry Gerasimov. Basilio III di Russia in risposta alla ambasciata del Papa espresse il desiderio di partecipare alla guerra contro i musulmani. Nell'estate del 1525, Dmitry venne ammesso alla corte papale, visitò il Senato romano e ispezionò la città. A quel tempo, in Europa stava diventando famoso ritratto di Basilio III, che avrebbe potuto rappresentare un dono di Gerasimov al papa.

### Gli architetti italiani in Russia

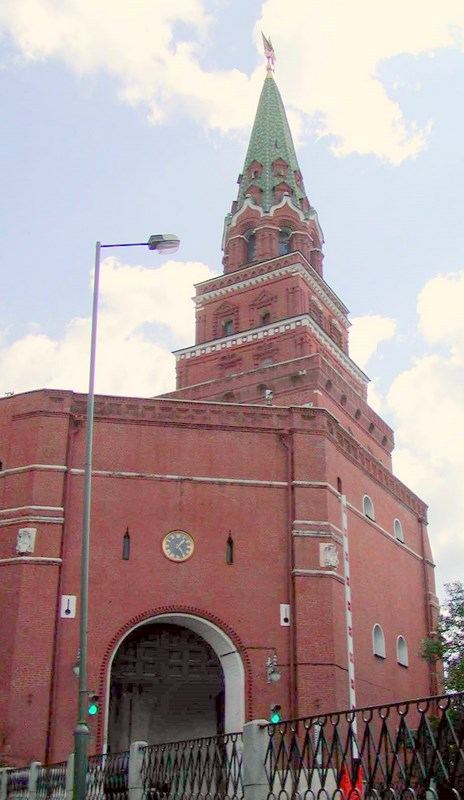
Torre Borovitskaja, Cremlino di Mosca. La torre fu costruita nel 1490 - sui resti di una più antica porta del Cremlino - dall'architetto Pietro Antonio Solari.

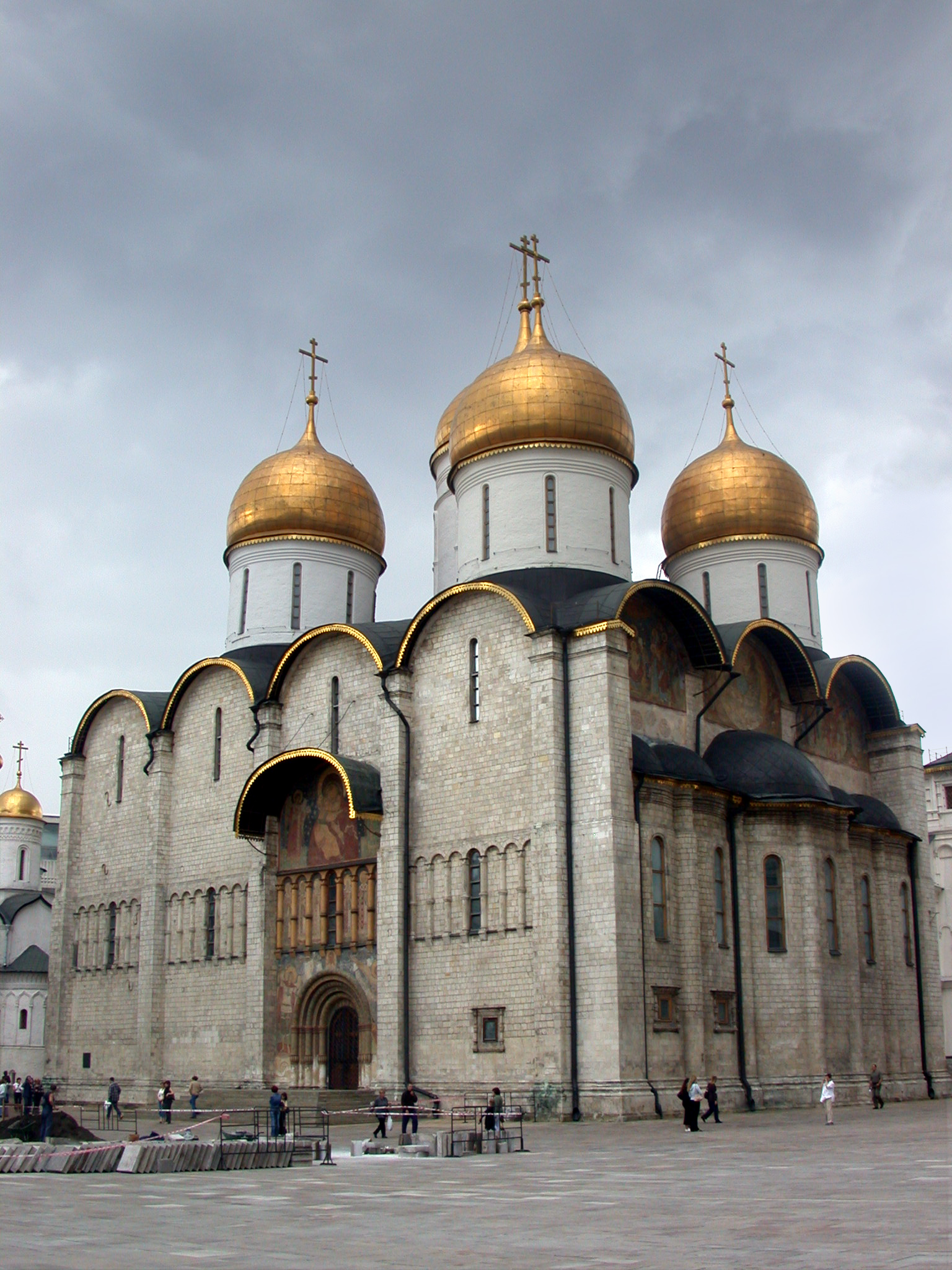
Cattedrale della Dormizione (Mosca), costruita tra il 1475 ed il 1479 dall'architetto italiano Aristotele Fioravanti.

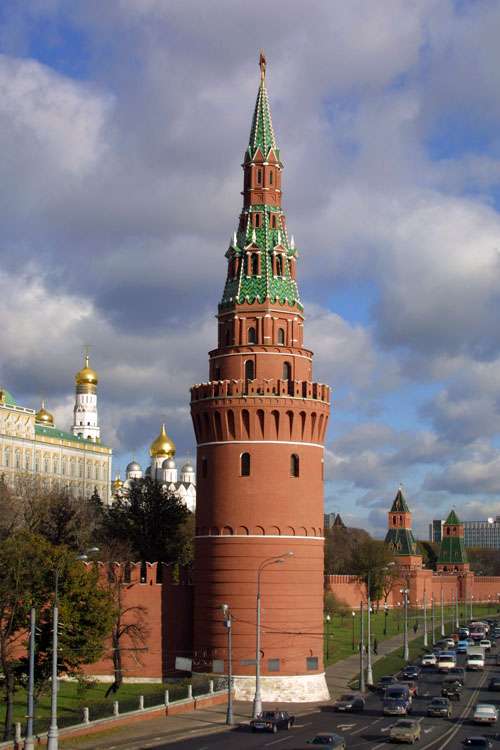
La torre Vodovzvodnaja, costruita nel 1488 dall'architetto italiano Antonio Gislardi.

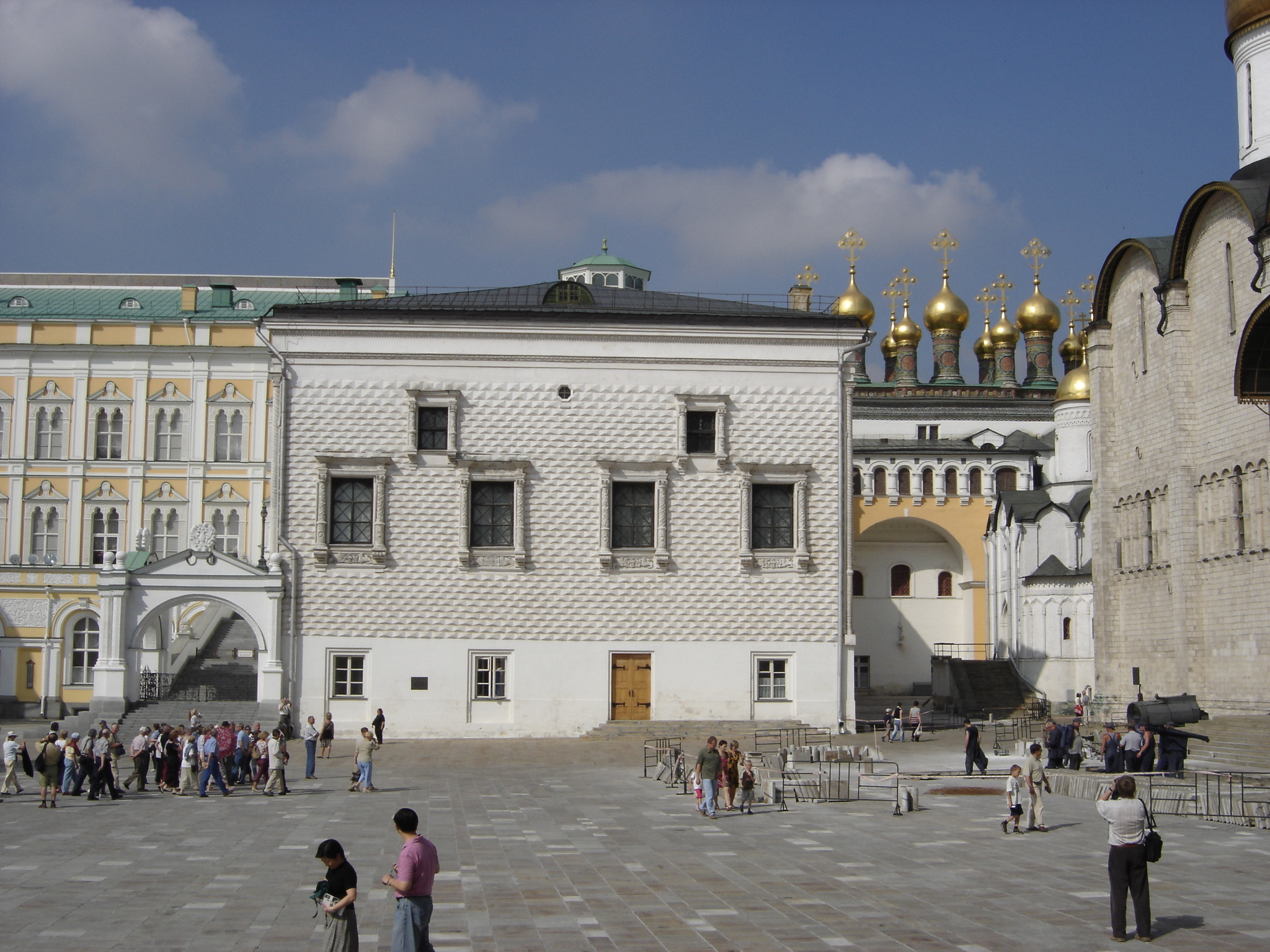
Facciata orientale del Palazzo delle Faccette, la cui costruzione venne affidata a due architetti italiani, Marco Ruffo e Pietro Antonio Solari.

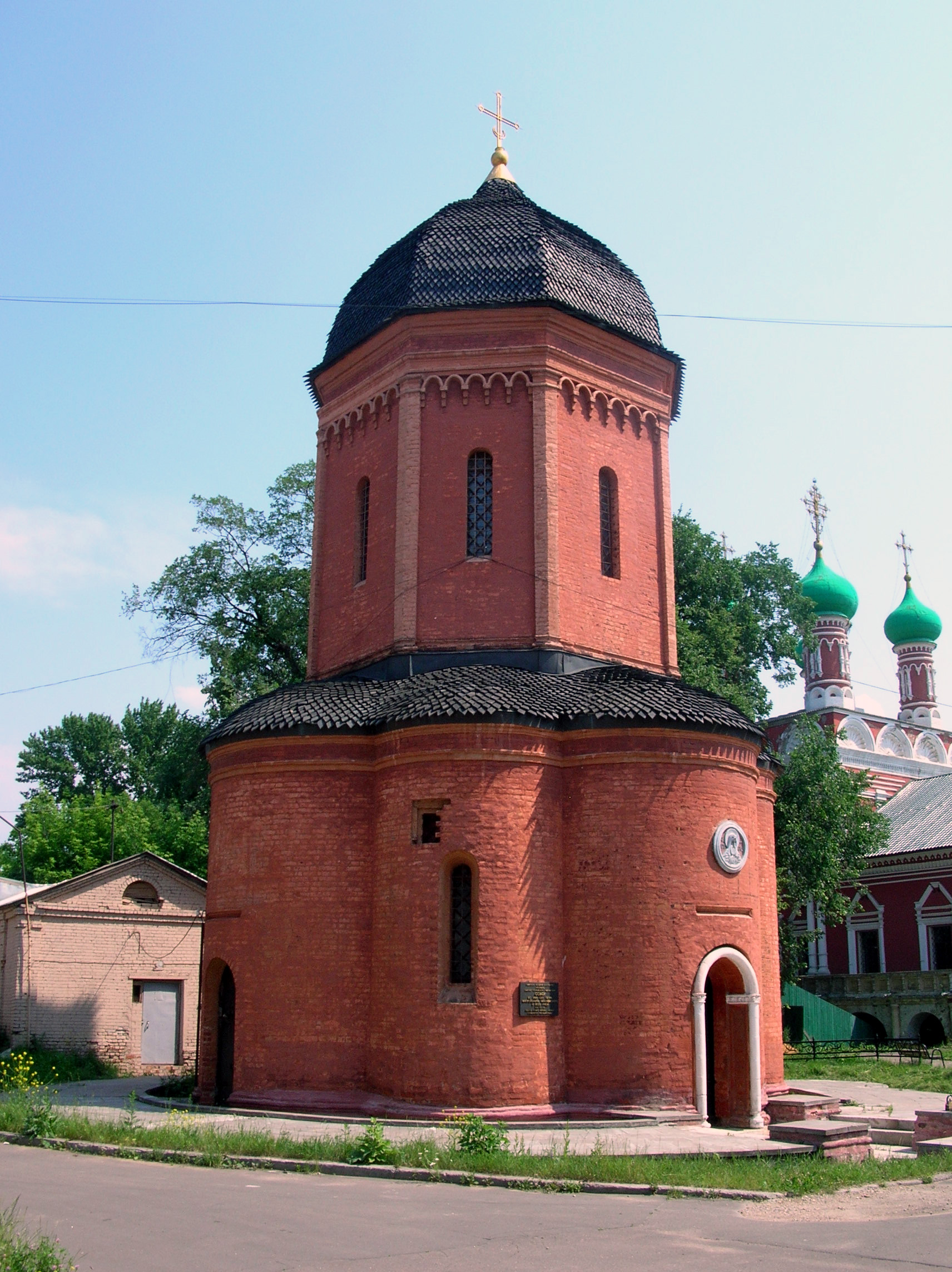
Aloisio il Nuovo, cattedrale di Pietro (metropolita di Kiev).

Nel suo desiderio di ricostruire il centro della capitale del giovane stato russo il gran principe Ivan III si rivolse ai mastri italiani, famosi allora in tutta l'Europa per il loro genio di ingegneri e architetti. È molto probabile che questa sua decisione fu presa anche seguendo il suggerimento della sua nuova moglie Sofiia Paleologa, che dopo la morte del padre visse dal 1465 a Roma. Ivan III, rimasto vedovo nel 1467, sposò Sofia Paleologa, ultima discendente diretta degli imperatori bizantini, il 12 novembre 1472 in una piccola chiesa di legno eretta dentro una cattedrale della Dormizione che non era ancora finita.
Questa cattedrale veniva costruita dai mastri russi Myškin e Krivzov ma due anni dopo, nella notte dal 20 al 21 maggio 1474, non ancora terminata, crollò. Sconvolto dalla distruzione della cattedrale, Ivan III prese la decisione definitiva di invitare a Mosca i mastri italiani e senza perdere tempo spedì l'ambasciata russa di Semjon Tolbuzin in Italia con l'ordine di portare da lì degli architetti e dei mastri di diversi mestieri.
Il 26 marzo 1475 Semjon Tolbuzin tornò a Mosca portando con sé l'architetto bolognese Aristotele Fioravanti, suo figlio Andrea e l'aiutante Pietro. Appena arrivato a Mosca, Fioravant fu incaricato della costruzione della nuova cattedrale Uspenskij (della Dormizione). Tra la primavera e l'autunno del 1476 la Cattedrale Uspenskij raggiunse la cintura degli archi, e nella stagione edilizia seguente era praticamente conclusa; altri due anni furono necessari per le rifiniture interne e l'erezione delle cupole.
Il 12 agosto 1479 ebbe luogo la consacrazione solenne della chiesa da parte del metropolita in presenza del gran principe Ivan III. È noto, inoltre, che Aristotele Fioravanti era anche occupato nella fusione dei cannoni, campane, monete, e stava partecipando in qualità di ingegnere militare alle campagne di Ivan III contro Novgorod, Kazan' e Tver'. Fu proprio Fioravanti a costruire il ponte galleggiante attraverso il fiume Volchov durante la conquista ed annessione di Novgorod a Mosca nel 1477.
La decisione di costruire a Mosca una robusta fortezza di pietra fu presa nel 1482, stesso anno in cui partì l'ambasciata. Nel 1485 su invito di questa ambasciata arrivò a Mosca l'architetto italiano Antonio Gilardi (noto in Russia anche come Anton Friazin). Nell'ottobre 1485 l'ambasciatore Jurij Trachaniot partì per l'Italia, visitò Milano e Venezia, e come risultato della sua missione, nel 1487 a Mosca apparve Marco Ruffo (Marco Frjazin). negli anni 1489-1490 a Mosca arrivò il bravissimo architetto italiano Pietro Antonio Solari (Piotr Frjazin), e nel 1494 a Mosca cominciò a lavorare anche Aloisio da Carcano (Aleviz Frjazin il Vecchio).
Tutti gli architetti italiani venivano chiamati in Russia a quell'epoca frjagi o frjaziny. L'appellativo Frjazin deriva dal russo antico фрязь (fryaz), фряжский (frjazhskij) che significa "straniero", "forestiero", ma anche più specificatamente "italiano", "genovese". Nel corso di dieci anni questi mastri costruirono la fortezza del Cremlino, erigendo parallelamente il Palazzo a Faccette. La prima torre del Cremlino, chiamata la torre Tajnizkaja, fu costruita nel 1485 sotto la direzione dell'architetto Antonio Gilardi. Nel 1487 Marco Ruffo costruì la torre Beklemiševskaja (Moskvorezkaja), alta 46,2 m. Negli anni 90 del XV secolo della costruzione delle torri del Cremlino si occuparono Pietro Antonio Solari e Aloisio da Carcano.
Pietro Antonio Solari (nato a Milano attorno al 1450) cominciò il suo lavoro nel Cremlino con la costruzione nel 1490 della torre Borovizkaja. nel corso del 1491 Antonio Solari costruì tre torri imponenti e bellissime: torre Spasskaja, torre Nikol'skaja e torre Senatskaja. L'ultima torre che costruì nel Cremlino Antonio Solari fu la torre Uglovaja Arsenal'naja, costruita nel 1492. È la più forte delle torri angolari, ha sedici facce e ha un'altezza di 60,2 m. Parallelamente alla costruzione delle torri, Pietro Antonio Solari e Marco Ruffo innalzavano il Palazzo delle Faccette (1487-1491), che oggi è l'edificio più antico di quelli conservatisi del Gran Palazzo del Cremlino.
Nel 1991, a Mosca è stato festeggiato il 500º anniversario del Palazzo delle Faccette in presenza di Rufo Ruffo, discendente di Marco Ruffo. Nella seconda metà degli anni 90 del XV secolo e all'inizio del XVI secolo della costruzione del Cremlino si occupò l'architetto Aloisio da Carcano (Aloisio Frjazin il Vecchio). Nel 1495 sotto la sua direzione vennero costruite due torri: Oružejnaja e Troizkaja. Una delle torri più curiose è la torre Kutaf'ja ("goffa") costruita da Aloisio da Carcano all'inizio del XVI secolo.
Nel XVI secolo l'attività dei mastri italiani in Russia rimase intensa come nel secolo precedente. Il 30 novembre 1504 cominciò a costruire l'architetto da Venezia Aloisio il Nuovo (Aleviz Novyj, come lo chiamavano i russi; alcuni studiosi italiani hanno tentato di identificarlo con lo scultore veneziano Alevisio Lamberti da Montagnano, senza però riuscire a trovare un accordo) che, come gli altri mastri italiani, accettò l'invito dell'ambasciata russa di venire a lavorare a Mosca. Nel 1505 Aloisio il Nuovo cominciò a costruire la seconda chiesa del Cremlino per grandezza, la Cattedrale Archanghel'skij (dell'Arcangelo Michele).
La costruzione della cattedrale Archanghel'skij fu iniziata sotto Ivan III e conclusa nel 1508 sotto suo figlio, il gran principe Basilio III. Negli anni 1505-1508 venne costruito anche il grandioso campanile "Ivan il Grande" con la conduzione dell'architetto italiano Marco Bon (Bon Frjazin). Nel 1812 le armate napoleoniche cercarono di distruggere questo edificio: lo scoppio di una carica di polvere colossale distrusse le costruzioni circostanti, ma il fusto del campanile resistette, con solo un'incrinatura del tamburo tondo.
Nel 1528 il pontefice Clemente VII spedì a Mosca l'ultimo degli architetti italiani che lavorarono a Mosca nel XVI secolo: Pietro Annibale (o come lo chiamavano i russi Petrok Malyj), che cominciò a costruire nel 1532, adiacente ad "Ivan il Grande", un campanile a vela secondo un tipo particolarmente diffuso a Novgorod. Pietro Annibale si occupò anche della costruzione delle mura di cinta del Kitaj-Gorod, sobborgo di commercianti ed artigiani moscoviti. Con i lavori di Petrok Malyj si concluse l'attività degli architetti italiani a Mosca nei secoli XV-XVI: essi lavorarono circa 70 anni, più precisamente, secondo le cronache locali dal 1475 al 1543.

### Le relazioni tra gli stati pre-unitari e la Russia zarista
Durante il regno di Pietro I di Russia furono numerosi i tentativi di stabilire relazioni diplomatiche con gli Stati italiani, in particolare con la Repubblica di Venezia. La realizzazione di questi piani fu impedita in ogni modo da molte potenze europee, in particolar modo dall'Impero austriaco, che temeva il rafforzamento della posizione della Russia sulla terra e sul mare attraverso un accordo con Venezia. Nel 1711, le relazioni con la Serenissima migliorarono grazie alla costituzione a Venezia del primo consolato russo in Italia e il secondo nel mondo dopo Amsterdam. Dopo l'istituzione del Consolato, Vienna tentò ancora di ostacolare l'ulteriore sviluppo delle relazioni tra la Russia e Venezia. Nel 1767, Caterina II decise di inviare i fratelli Orlov (Alex G. e Gregory G.) con una missione segreta in Italia: stabilire contatti politici con i capi di stato della Repubblica di Venezia, del Regno di Sardegna e degli altri Stati italiani.
Tale richiesta venne soddisfatta con successo e il 10 marzo 1768 Caterina II nominò unilateralmente un rappresentante a Venezia, il Consigliere di Stato marchese Pano Marutstsi. La sua autorità fu estremamente limitata, nonostante gli sforzi dell'imperatrice per dargli tutti i diritti e privilegi dei rappresentanti diplomatici. Nel maggio 1782 furono stabilite formali relazioni diplomatiche tra la Repubblica di Venezia e l'Impero russo, dopodiché furono stabilite relazioni diplomatiche con gli altri stati italiani: negli anni 1776-1778 con il Regno di Napoli, nel 1783 con il Regno di Sardegna (Piemonte), nel 1785 con il Granducato di Toscana.
Nei primi anni del XIX secolo, il re di Sardegna Carlo Emanuele IV di Savoia nominò un inviato straordinario a San Pietroburgo, il conte Gaetano Balbo. Contribuì a ciò il generale russo Alexander Suvorov, che si trovava con le sue truppe in Italia e nella sua lettera al duca di Aosta lo esortò a mandare l'inviato a San Pietroburgo. Gaetano Balbo arrivò a San Pietroburgo per ottenere aiuti finanziari dalla Russia al re di Sardegna. Lo zar inviò lo stesso anno a Carlo Emanuele 300.000 rubli. Da allora, il governo di San Pietroburgo sovvenzionò regolarmente il re di Sardegna per 15 anni. Alessandro raccomandò affinché anche altri stati stranieri fornissero assistenza finanziaria al re sardo, ma solo gli inglesi e i portoghesi risposero alla proposta russa (e lo stesso Portogallo ben presto rifiutò i propri obblighi).
Nel 1805 il Regno di Napoli perseguì una politica di equilibrio tra i paesi che si opponevano all'epoca: dall'Inghilterra furono ricevuti i soldi per la riorganizzazione dell'Esercito e il 10 settembre 1805 fu siglato un accordo con la Russia, in base al quale fu spedito a Napoli un corpo di spedizione. Nello stesso mese, la Russia stabilì la neutralità con Napoleone. Il 7 novembre 1805 le truppe russe arrivarono a Napoli (un reggimento di granatieri siberiani e dei gruppi greco-albanesi) e cominciarono a trasferirsi a Roma, e quando giunsero a un centinaio di miglia dalla città, il 24 novembre fu loro ordinato di tornare a casa. Le forze russe e britanniche si ritirarono completamente dal Regno di Napoli nel mese di gennaio 1806. All'inizio degli anni Venti del XIX secolo, al culmine del movimento rivoluzionario in Italia, particolare preoccupazione destò nella Santa Alleanza la situazione del Regno di Napoli.
Al congresso di Troppau (23 ottobre - 17 dicembre 1820) il ministro austriaco Metternich auspicò un intervento militare diretto, al fine di mantenere lo status dei possedimenti territoriali in Italia. L'Impero russo chiese una soluzione diplomatica alla questione attraverso la mediazione di Inghilterra e Francia. La Russia aveva infatti messo in chiaro agli italiani il suo interesse per l'integrità territoriale degli stati italiani. Nonostante questo, nelle relazioni russo-italiane, non tutto andava liscio. L'idea di indipendenza e la libertà del Piemonte provocò grande apprensione tra l'autocrazia russa. L'insoddisfazione per il governo russo e la politica democratica di Mazzini e di Garibaldi impedirono un ulteriore riconoscimento diplomatico russo dell'Italia.

#### La campagna d'Italia di Suvorov

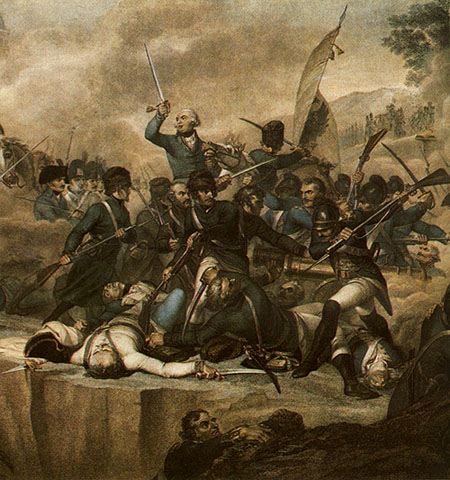
Suvorov alla battaglia di Cassano d'Adda, dipinto di Luigi Schiavonetti (1765-1810)

Dopo avere aderito alla seconda coalizione antinapoleonica (al fianco di Gran Bretagna, impero austriaco, impero ottomano e Regno di Napoli) lo zar Paolo I promise di inviare per l'operazione un forte contingente militare con l'assistenza dell'Impero austriaco. Inizialmente, a capo dell'esercito era previsto l'arciduca Giuseppe d'Asburgo-Lorena, foglio del Granduca di Toscana Leopoldo I, ma su insistenza degli inglesi l'imperatore austriaco chiese a Paolo I di nominare Suvorov comandante per le sue indiscusse doti di militare e per i successi ottenuti. Lo zar Paolo I, seppur inizialmente riluttante, decise infine di convocare il vecchio generale per affidargli il comando di queste truppe. Nel febbraio del 1799 lo zar reintegrò Suvorov nei ranghi dell'esercito; il generale fu insignito della Gran Croce dell'Ordine di San Giovanni di Gerusalemme. L'imperatore Francesco I d'Austria assegnò a Suvorov il titolo di feldmaresciallo e il diritto di guidare anche le sue truppe coalizzate.
Il 14 aprile Suvorov raggiunse Montebello Vicentino, dove le forze della coalizione avevano il loro quartier generale, e assunse il comando delle operazioni contro gli eserciti rivoluzionari francesi in Italia.
La prima preoccupazione di Suvorov fu di saggiare gli umori dei lombardi e dei veneti, cui indirizzò il celebre "Proclama agli Italiani", facendo leva sui valori religiosi e della proprietà privata e promettendo il più crudo trattamento nei confronti di coloro che intendessero allearsi ai francesi.
(dal Proclama agli Italiani del generale Suvorov - 14 marzo 1799)

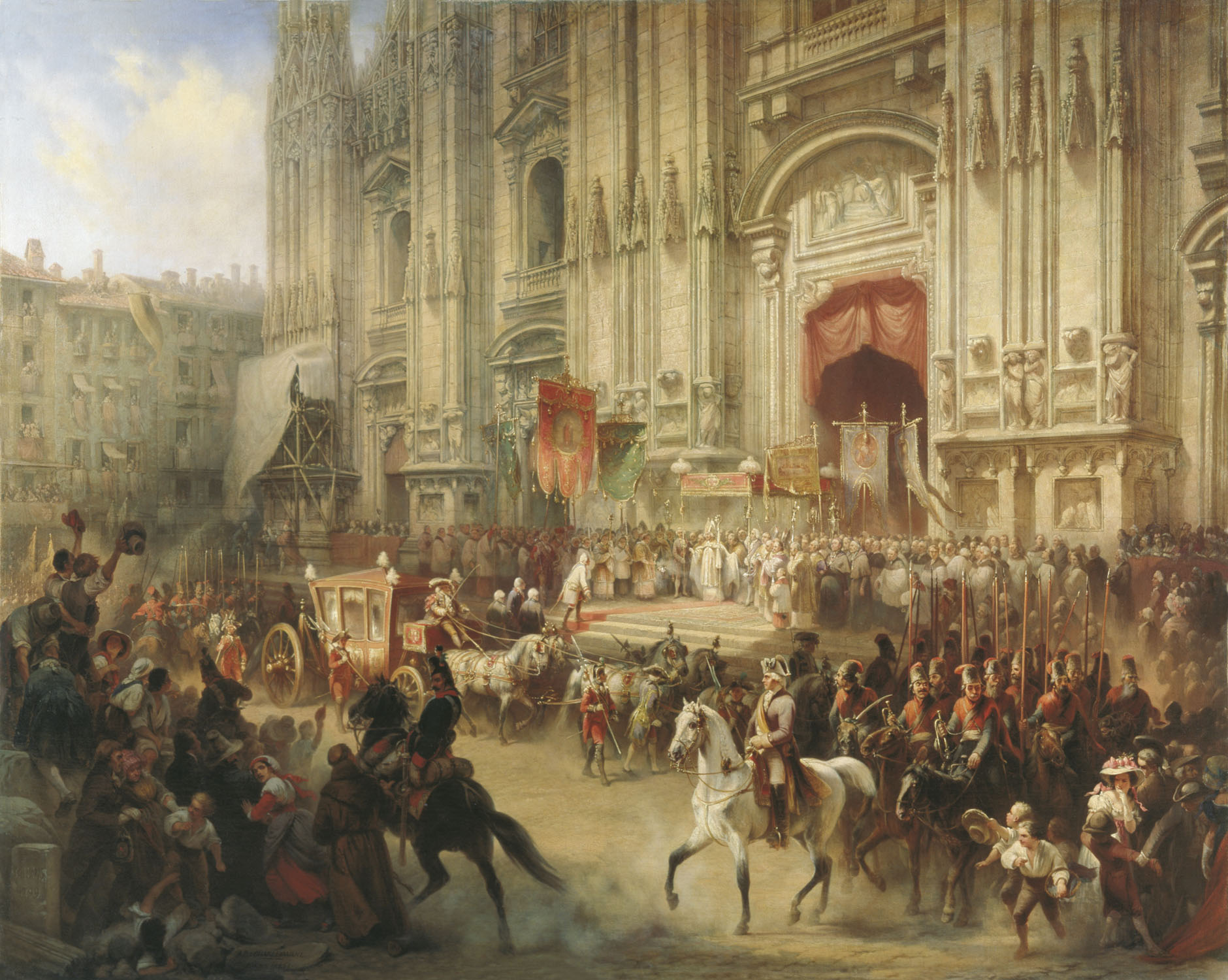
L'ingresso trionfale delle truppe di Suvorov a Milano

In poche settimane, Suvorov riuscì a reclutare 10.000 volontari, tra le popolazioni scontente e impaurite dalle ruberie messe in atto dall'esercito francese. Già dal 19 aprile gli alleati russo-austriaci con circa 80.000 uomini giunsero al fiume Adda sotto il comando di Suvorov. Il primo scontro delle truppe di Suvorov con i francesi sul territorio italiano portò alla cattura della città fortificata di Brescia il 21 aprile (in questa battaglia si distinse il maggiore generale principe Bagration). La cattura di Brescia permise di iniziare il blocco delle fortezze nemiche di Mantova e Peschiera e di iniziare il movimento del grosso delle truppe verso Milano dove parte dell'esercito si stava ritirando, trincerandosi all'Adda. La città di Lecco venne presa il 26 aprile, mentre lo scontro a Cassano d'Adda iniziò il 27 aprile e si concluse con la sconfitta delle truppe francesi. Sul Trebbia venne sconfitto il generale francese MacDonald, mentre a Novi vennero sconfitte le truppe del generale Joubert (che morì nel principio dello scontro) e poi quelle di Jean Victor Marie Moreau. I francesi vennero costretti alla ritirata generale di tutte le forze presenti in Italia, perdendo circa 3000 morti e circa 5000 prigionieri. A seguito a queste vittorie, il re di Sardegna concesse a Suvorov il rango di principe.
A seguito di queste operazioni, il 28 aprile l'esercito francese abbandonò Milano e consentì l'ingresso delle truppe alleate nella capitale lombarda. Il 1º maggio gli austro-russi si diressero verso il Po. In questa campagna furono prese le fortezze di Peschiera, Tortona e Pizzighettone, in ognuna delle quali Suvorov lasciò un presidio austriaco, e quindi il suo esercito fu gradualmente ridotto. All'inizio di maggio, Suvorov iniziò a trasferirsi a Torino. Il 16 maggio, il distaccamento francese del generale Moreau vicino a Marengo attaccò la divisione austriaca, ma con l'aiuto del distacco di Bagration venne respinto. Le truppe francesi furono costrette a ritirarsi, lasciando le fortezze di Casale Monferrato e Valenza senza combattere e, dopo avere aperto la strada per Torino, anch'essa venne conquistata senza combattere (grazie al sostegno dei residenti locali e della Guardia Nazionale del Piemonte) il 26 maggio successivo. Di conseguenza, praticamente tutto il nord Italia fu liberato dalle truppe francesi.

### La guerra di Crimea

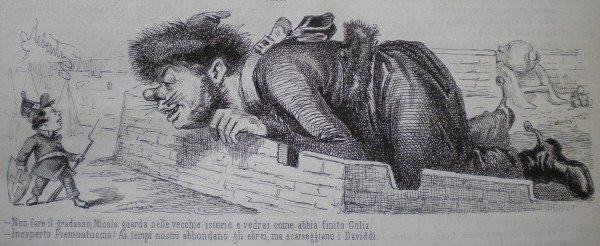
Il piccolo Piemonte e la grande Russia visti dal giornale satirico torinese Il Fischietto del 3 marzo 1855.

Nel 1853 scoppiò la guerra di Crimea da una disputa fra Russia e Francia sul controllo dei luoghi santi della cristianità, in territorio ottomano. Quando la Turchia accettò le proposte francesi, la Russia nel luglio 1853 la attaccò. La Gran Bretagna, temendo l'espansione russa verso il Mediterraneo, si unì alla Francia ed entrambe si mossero per difendere la Turchia dichiarando guerra alla Russia nel marzo del 1854.
L'Austria appoggiò politicamente le potenze occidentali. Il Regno di Sardegna, nel timore che la Francia si legasse troppo all'Austria, il che avrebbe significato la fine delle speranze di un Regno di Sardegna allargato al Lombardo Veneto, accolse la richiesta nel gennaio 1855 di inviare un contingente militare al fianco dell'esercito anglo-francese dichiarando a sua volta guerra alla Russia. Il corpo di spedizione piemontese partì da Genova il 25 aprile 1855. Era formato da 2 divisioni per un totale di 18.058 uomini e 3.496 cavalli. Comandava il corpo di spedizione il generale Alfonso La Marmora; le due divisioni erano agli ordini del generale Giovanni Durando e del generale Alessandro La Marmora, fratello di Alfonso e fondatore dei bersaglieri. Dopo una breve sosta a Costantinopoli (oggi Istanbul) ai primi di maggio i piemontesi sbarcarono a Balaklava, disponendosi a fianco degli inglesi.
La prima grande battaglia, a cui partecipò l'esercito sardo fu l'assedio di Sebastopoli (1854-1855). Il Congresso di Parigi del 1856 stabilì le condizioni di pace avvicinando politicamente il Regno di Sardegna alla Francia e favorendo quel processo di intese che porterà nel 1859 alla seconda guerra di indipendenza. Durante il congresso il Primo ministro sabaudo Camillo Cavour ottenne che per la prima volta in una sede internazionale si ponesse la questione italiana, avviando quel processo che porterà alla seconda guerra di indipendenza e al periodo decisivo del Risorgimento.

### L'unificazione italiana

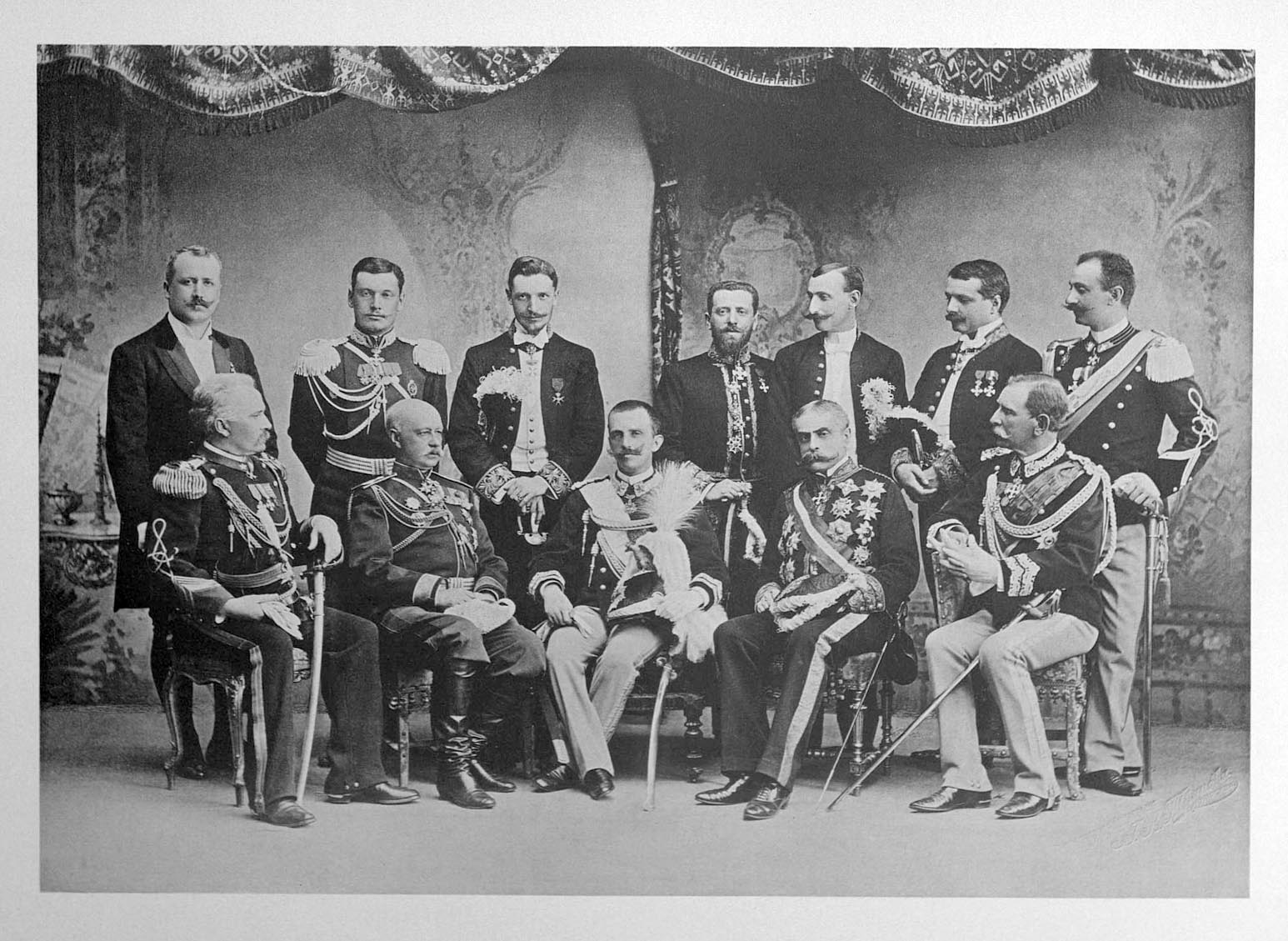
Rappresentanti del Regno d'Italia all'incoronazione di Nicola II nel 1896.

Il 17 marzo 1861, in seguito alle guerre risorgimentali combattute dal Regno di Sardegna, fu conseguita l'unificazione nazionale italiana: venne proclamato il Regno d'Italia e il parlamento subalpino proclamò Vittorio Emanuele II re d'Italia. L'Impero russo si rifiutò di riconoscere l'Italia unita e di stabilire relazioni diplomatiche con essa fino al 1862, quando la Russia riconobbe il neocostituito Regno d'Italia: la relativa nota del Ministero degli esteri russo venne inviata nel giugno del 1862. Successivamente, nel 1863, fu firmato l'accordo commerciale russo-italiano, che contribuì ad un miglioramento delle relazioni.
Nel 1876, le missioni dei due paesi a San Pietroburgo e Roma vennero trasformate in ambasciate. Nel primo decennio del XX secolo, ci furono sviluppi positivi nelle relazioni russo-italiane, che furono ricollegati con le attività del nuovo ambasciatore russo in Italia, che era un socio politico di Alessandro Izvolski. Isvolsky era il Ministro degli affari esteri e aveva avuto esperienza come ministro residente in Vaticano.

### Il terremoto di Messina del 1908

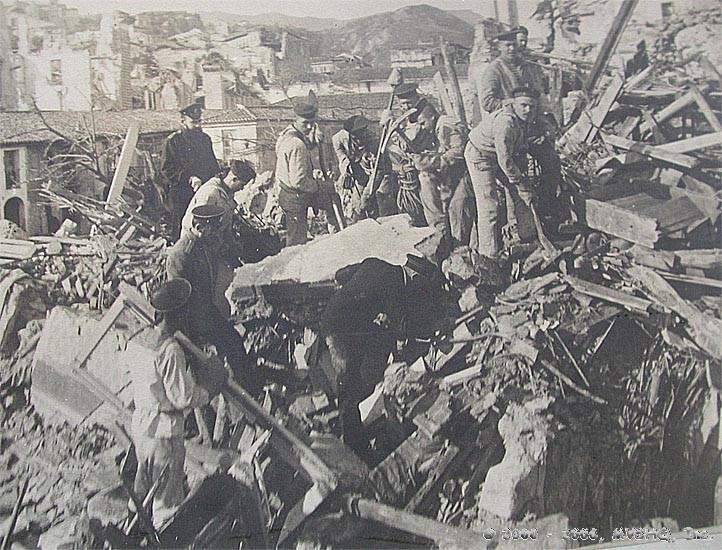
I marinai russi della corazzata Slava prestano soccorso dopo il sisma di Messina.

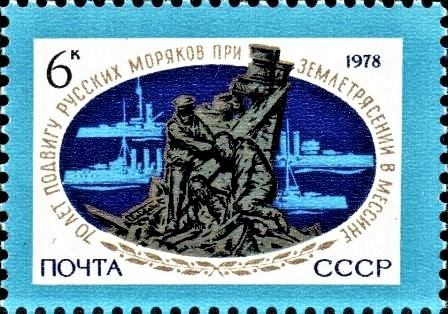
Francobollo dell'URSS n. 4893. 70º anniversario dell'impresa dei marinai russi a Messina.

A seguito del devastante terremoto di Messina del 28 dicembre 1908 (la più grave catastrofe naturale in Europa per numero di vittime a memoria d'uomo) all'alba del 29 dicembre 1908, furono i marinai della flotta imperiale russa a soccorrere tra i primi i terremotati di Messina. La squadra navale, appartenente alla flotta del Baltico, era ancorata ad Augusta per una crociera di addestramento nel Mediterraneo. Appena saputo del terremoto (il cataclisma causò dalle 90 alle 120mila vittime, dimezzando in pochi minuti la popolazione di Messina e riducendo di un terzo quella di Reggio Calabria), l'ammiraglio Litvinov convocò un consiglio di guerra che decise all’unanimità di levare le ancore e prestare aiuto alla popolazione senza aspettare ulteriori conferme dagli alti comandi in madrepatria. Dopo aver caricato in tutta fretta viveri, coperte, medicinali, badili e picconi raccolti e messi a disposizione dal Comune di Augusta, le navi russe salpano e si dirigono a tutta forza a Messina. Durante la navigazione notturna da Augusta a Messina, venne concordata la suddivisione dei compiti, formando squadre incaricate di procedere alla ricerca dei sopravvissuti rimasti sotto le macerie e altre col compito di assistere i feriti da imbarcare a bordo. A Messina i russi saranno la prima forza organizzata ad intervenire, anche prima del governo italianoː già all'alba di martedì 29 dicembre 1908 aveva ricevuto l’assistenza dagli equipaggi di tre unità della squadra imperiale russa, ovvero l'incrociatore Makaroff e le corazzate Slava e Cesarevič, e successivamente anche da quelli dell'incrociatore Bogatir, salpato dal porto di Augusta, insieme ai marinai delle cannoniere Guilak e Korietz, che avevano fatto rotta da Palermo.
Nell'estate del 1921, una Messina riconoscente destinò al tenente generale della marina russa Vladimir Fedorovich Ponomarev la somma di 150.000 lire, frutto di una sottoscrizione promossa dalla Gazzetta di Messina e delle Calabrie, a favore del comandante dell'incrociatore russo Makarov, la prima nave arrivata all’interno del porto, a portare i soccorsi alla popolazione terremotata dopo il sisma del 1908.

### Le relazioni tra l'Italia e l'Unione Sovietica

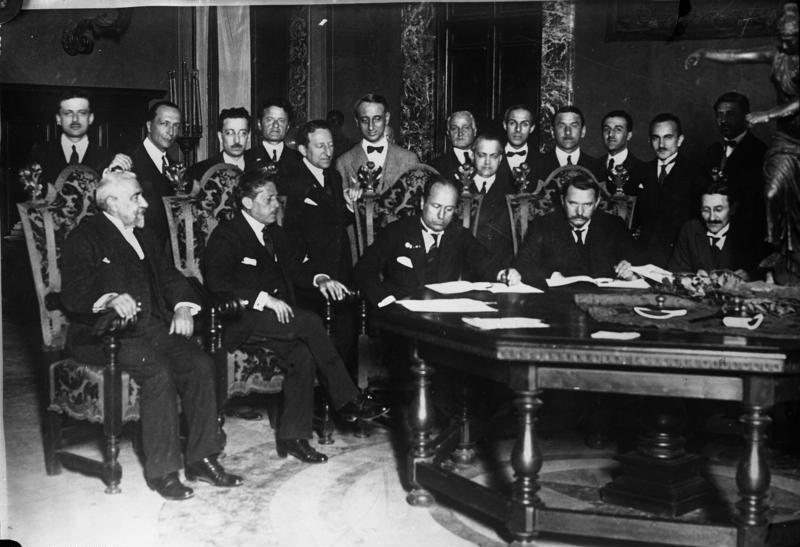
La firma di un accordo sul commercio e la navigazione tra l'URSS e l'Italia, il cui primo articolo proclamava l'instaurazione di "relazioni diplomatiche e consolari" tra i due Paesi e il reciproco riconoscimento dell'"unico potere giuridico e sovrano" dell'altro (riconoscimento de jure dell'URSS dall'Italia). Firmato Benito Mussolini e Nicola di Giordano a Palazzo Chigi (Roma), 7 febbraio 1924.

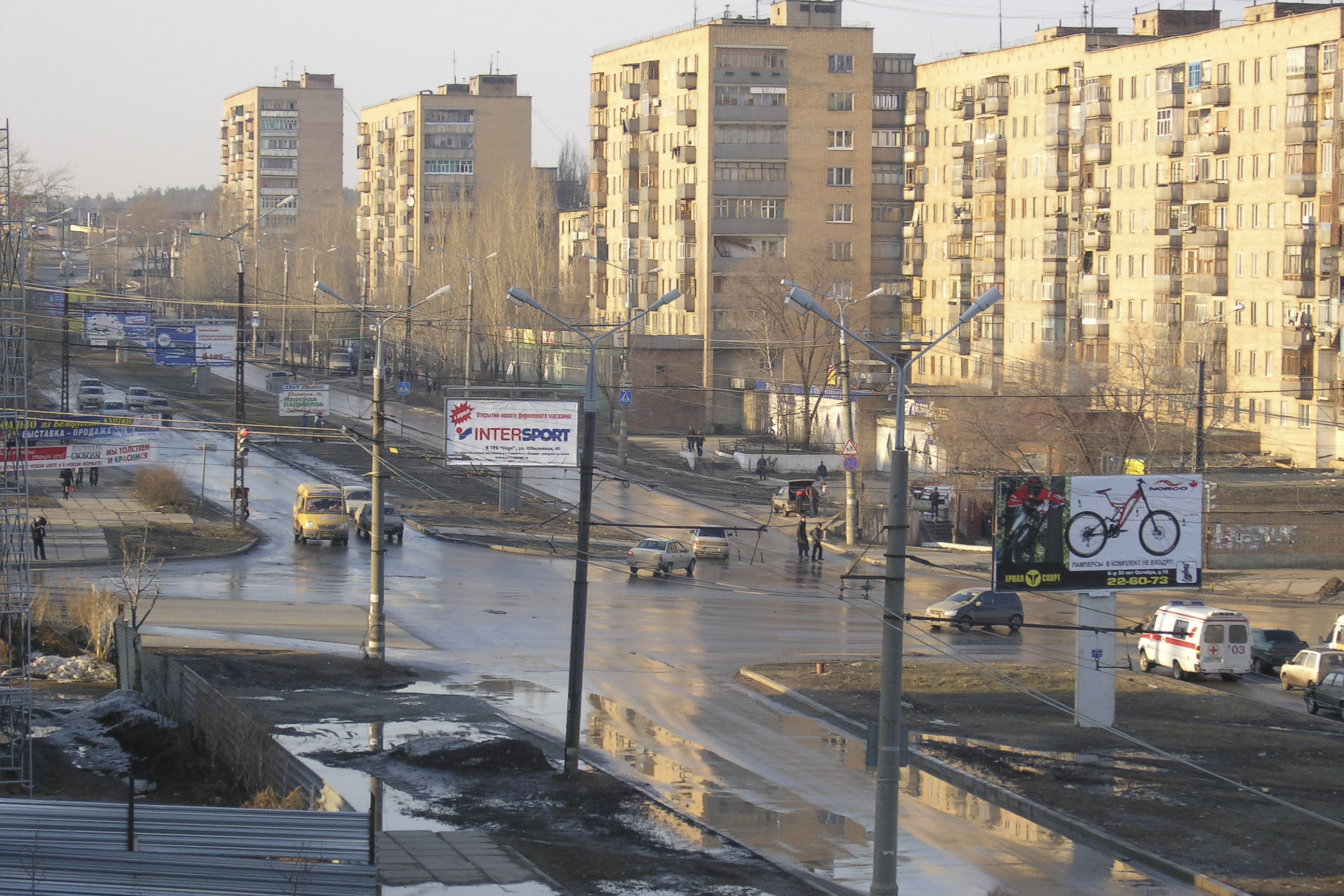
Veduta di Togliatti, erroneamente nota in Italia anche con il nome di Togliattigrad.

Diversamente dagli altri Paesi Occidentali, l'Italia ha sempre tradizionalmente mantenuto buone relazioni con la Russia, anche durante il periodo sovietico e il ventennio fascista. Già nel 1924 il Regno d'Italia, per volontà di Benito Mussolini, riconobbe ufficialmente l'Unione Sovietica. Durante la crociera del Mediterraneo orientale (denominata nel foglio d'ordine esecutivo "Crociera d'istruzione di un reparto da bombardamento marittimo"), partita da Taranto il 5 giugno 1929, l'ex quadriumviro Italo Balbo, dopo aver toccato Atene, Istanbul e Varna, venne accolto con tutti gli onori a Odessa (allora parte della Repubblica Socialista Sovietica Ucraina). Il 2 settembre 1933 le due potenze firmarono il patto italo-sovietico di amicizia e non aggressione. Sempre durante il ventennio fascista, Umberto Nobile costruì dirigibili per lo stato sovietico, mentre la FIAT di Agnelli realizzò a Mosca la più grande macchina di cuscinetti a sfera del mondo.
Dopo l'operazione Barbarossa, il 25 ottobre 1944 vennero ripristinati i rapporti tra i due Paesi (l'Italia era già cobelligerante da un anno con gli Alleati).
A differenza degli altri Paesi europei occidentali, l'Italia ha sempre mantenuto, anche durante la guerra fredda un buon rapporto con la Russia. Inoltre l'Italia aveva il più grande partito comunista occidentale, con oltre 2 milioni di iscritti. Nel 1964 la città di Stavropol'-na-Volge (Ста́врополь-На-Волге) assunse la denominazione di Togliatti, in onore di Palmiro Togliatti, allora segretario del Partito Comunista Italiano. Sempre nel 1964 il Governo sovietico deliberò la costruzione di un colossale impianto per la produzione di automobili popolari da ubicare a Togliatti; la costruzione degli stabilimenti nel 1966 venne affidata alla Fiat, dalla quale venne acquisita, contemporaneamente, la licenza per produrre le 124, nelle versioni berlina e station wagon.
L'amministratore delegato della Fiat Vittorio Valletta partecipò, nei suoi ultimi anni d'attività in Fiat, alla "posa della prima pietra" del nuovo enorme impianto produttivo.
Nell'aprile 1966 avvenne la prima visita ufficiale in Italia del Ministro degli esteri sovietico Andrei Gromyko. La visita non solo diede risultati concreti nel campo delle relazioni bilaterali, ma portò anche a un certo riavvicinamento dell'Unione Sovietica e dell'Italia su varie questioni. Negli anni '70 le relazioni sovietico-italiane, già notevoli, si svilupparono ancora di più. Un ulteriore rafforzamento delle relazioni avvenne nel 1975 con la firma della dichiarazione sovietico-italiana, che sottolineò la volontà di promuovere relazioni amichevoli tra l'Italia e l'Unione Sovietica.
I Giochi della XXII Olimpiade, svoltisi a Mosca dal 19 luglio al 3 agosto 1980, furono boicottati dagli Stati Uniti d'America per protestare contro l'invasione sovietica dell'Afghanistan. Gli USA chiesero ai loro alleati occidentali di aderire al boicottaggio. Il governo italiano dichiarò il suo no ai Giochi di Mosca, ma il CONI, indipendente come da statuto del CIO, fu lasciato libero di partecipare; rimasero esclusi soltanto gli atleti che facevano parte delle Forze Armate. Il risultato del boicottaggio americano fu che 65 nazioni si rifiutarono di partecipare all'evento, compresa anche la Cina comunista appena riammessa dal CIO, e il blocco delle nazioni arabe. In Europa vi furono paesi che aderirono al boicottaggio e non si presentarono, come la Germania Ovest; altri stati invece, come Italia, Francia, Belgio e Gran Bretagna, parteciparono alle Olimpiadi, sfilando però senza bandiera né inno nazionale e presentandosi invece sotto le insegne del CIO.
Con la dissoluzione dell'Unione Sovietica, l'Italia riconobbe il 23 dicembre 1991 la Federazione Russa come un soggetto di pieno diritto internazionale e successore (tra gli altri) dell'Unione Sovietica. Negli anni novanta, furono redatti due documenti sui quali si basa il rapporto moderno tra la Federazione Russa e la Repubblica italiana: un Accordo di amicizia e cooperazione tra la Federazione Russa e la Repubblica Italiana il 14 ottobre 1994 e il "Piano d'azione nelle relazioni tra la Federazione Russa e la Repubblica Italiana" il 10 febbraio 1998. Dal 2000, dopo la prima visita ufficiale in Italia del presidente russo Vladimir Putin, fu promossa attivamente la cooperazione bilaterale. Dal 2002 è attiva la linea di comunicazione diretta tra il Cremlino e Palazzo Chigi. Alla vigilia del vertice UE-Russia nel novembre 2003, la visita di stato del Presidente russo in Italia è stata il sesto incontro in meno di un anno.

## Relazioni politiche

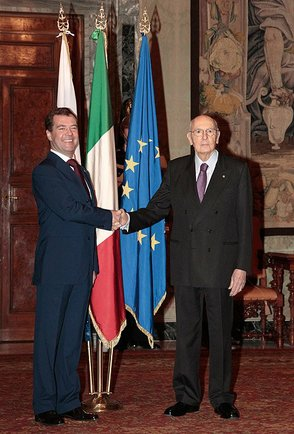
Il Presidente della Federazione Russa Dmitrij Anatol'evič Medvedev e il Presidente della Repubblica Italiana Giorgio Napolitano a Roma il 16 febbraio 2011.

L'Italia intrattiene con la Russia un partenariato strategico basato su interdipendenza e interessi comuni. Negli ultimi anni, le relazioni tra i due Paesi si sono ulteriormente consolidate, al punto da potersi qualificare come "relazioni privilegiate". Esse sono scandite da un fitto calendario di eventi politici a cadenza annuale, ospitati alternativamente in Italia e in Russia: il Vertice interministeriale; il Foro di Dialogo delle Società Civili; la riunione Ministeriale Esteri-Difesa ed il Consiglio di Cooperazione Economica, Industriale e Finanziaria.
L'Italia sostiene tradizionalmente il percorso di avvicinamento della Russia all'Unione europea, alla NATO, all'Organizzazione mondiale del commercio e all'OCSE, favorendo un approccio inclusivo della Russia all'interno delle organizzazioni internazionali.
Il 6 novembre 2003, in occasione della Presidenza italiana del Consiglio UE, si è svolto a Roma il dodicesimo incontro fra l'Unione europea e la Federazione Russa nell'ambito dell'Accordo di Partenariato e Cooperazione (APC) del giugno 1994 e della Strategia Comune per la Federazione Russa del giugno 1999. Al centro dei colloqui delle delegazioni l'attuazione delle intese intervenute in occasione del Vertice di San Pietroburgo del 31 maggio che prevedono la creazione di quattro "spazi comuni" tra UE e Russia. Nel corso del Vertice è stato firmato un accordo di cooperazione scientifica e tecnologica e di un accordo di cooperazione tra la Federazione Russa ed Europol in materia di lotta alla criminalità organizzata transnazionale.
In un rapporto di fine 2017 del Wilfred Martens Centre (il think tank del Partito Popolare Europeo di centrodestra) l'Italia è stata indicata assieme a Grecia e Cipro tra i "collaboratori del Cremlino", che "non si sentono minacciati dalla Russia e fanno campagna per un miglioramento delle relazioni, spesso sostenengo gli obiettivi di politica estera del Cremlino a dispetto di ogni atrocità (ad esempio mettendo fine alle sanzioni per ragioni di appeasement o presunti interessi economici)".

### I governi Berlusconi

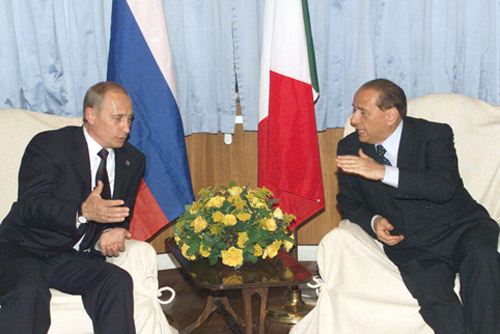
Berlusconi e Putin a Pratica di Mare il 28 maggio 2002.

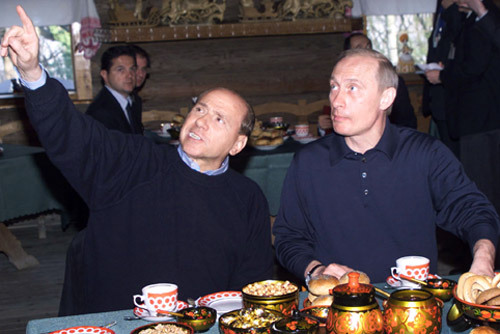
Putin e Berlusconi visitano il complesso "Tea House" a Soči (2 aprile 2002).

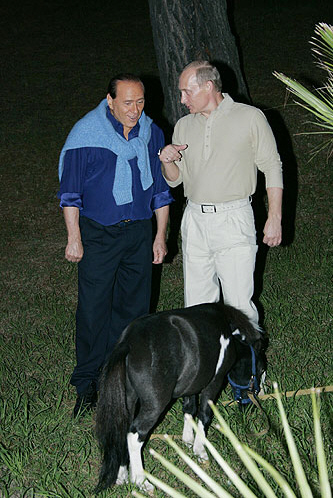
Il Presidente russo Putin e il Presidente del Consiglio italiano Silvio Berlusconi a Bocharov Ruchei, Soči. (28 agosto 2005).

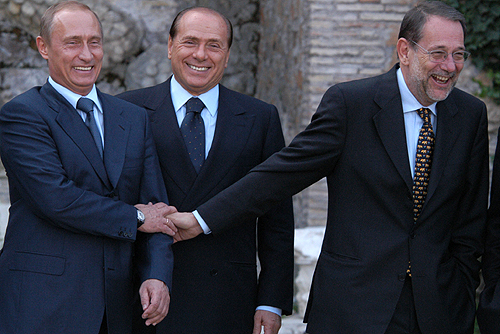
Vladimir Putin, Silvio Berlusconi e Javier Solana al 12° Vertice UE-Russia (Roma, 6 novembre 2003).

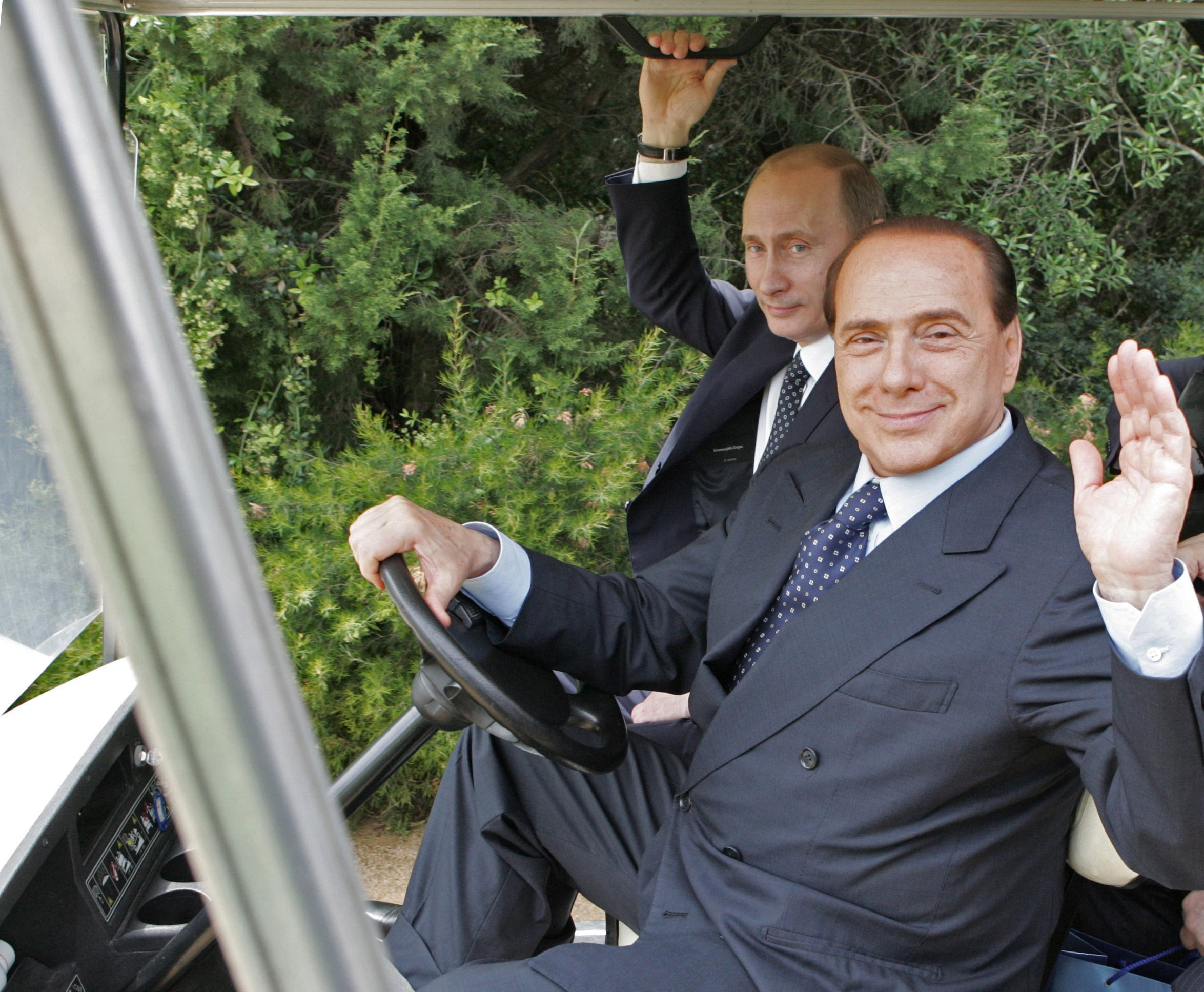
Vladimir Putin e Silvio Berlusconi a Villa Certosa (18 aprile 2008). I due leader hanno una forte amicizia personale.

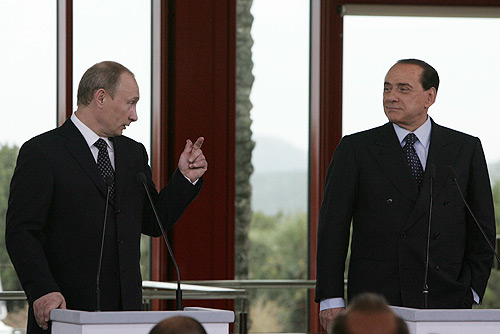
Vladimir Putin e Silvio Berlusconi (18 aprile 2008).

I governi di Silvio Berlusconi (2001-2006 e 2008-2011) rafforzarono ulteriormente i rapporti tra Italia e Russia, soprattutto dal punto di vista economico e anche in virtù dell'amicizia personale con Vladimir Putin, ed è stato spesso ospite nella sua dacia.   
Putin ha più volte espresso il suo apprezzamento per il rispetto mostrato dal Presidente del Consiglio Berlusconi nei confronti della guida della Federazione Russa. Berlusconi è stato tra i più accesi sostenitori della necessità di instaurare rapporti più stretti tra Russia ed Unione europea. In un articolo pubblicato su un media italiano il 26 maggio 2002 egli ha affermato che il passo successivo nella crescente integrazione tra Russia ed Occidente sarebbe stata l'adesione della Russia all'Unione europea.
Berlusconi aveva per l'Italia - spartiacque tra democrazia e comunismo nella Guerra fredda - il progetto di diventare il "ponte di collegamento" tra Washington e Mosca. 
Il 28 maggio 2002 al vertice NATO a Pratica di Mare i capi di Stato e di governo dei 19 paesi membri dell'Alleanza Atlantica e il presidente russo Vladimir Putin hanno firmato la "Dichiarazione di Roma", che crea un Consiglio NATO-Russia al fine di discutere e adottare (con il metodo del "consenso") decisioni su base paritaria su nove temi: lotta al terrorismo, gestione delle crisi, non proliferazione delle armi di distruzione di massa, controllo degli armamenti e misure di rafforzamento della fiducia reciproca, difesa contro i missili di teatro, operazioni di salvataggio in mare, cooperazione militare e riforma dei sistemi di difesa, piani a fronte di emergenze civili, sfide e nuove minacce.
Il 6 novembre 2003 si è svolto a Roma il dodicesimo incontro fra l'Unione europea e la Federazione Russa nell'ambito dell'Accordo di Partenariato e Cooperazione (APC) del giugno 1994 e della Strategia Comune per la Federazione Russa del giugno 1999.
Al centro dei colloqui delle delegazioni (composte dal Presidente Berlusconi e dal Ministro Franco Frattini per il Consiglio europeo, dal Presidente della commissione europea Romano Prodi, dall'Alto Rappresentante Javier Solana e dai Commissari Patten e Lamy, mentre la Federazione Russa era rappresentata dal Presidente Vladimir Putin, dal Vice Primo Ministro Khristenko e dal Ministro degli Esteri Ivanov) l'attuazione delle intese intervenute in occasione del Vertice di San Pietroburgo del 31 maggio che prevedono la creazione di quattro spazi comuni tra UE e Russia. Nel corso del Vertice è stato firmato un accordo di cooperazione scientifica e tecnologica e di un accordo di cooperazione tra la Federazione Russa ed Europol in materia di lotta alla criminalità organizzata transnazionale.
Il Blue Stream, uno dei principali gasdotti internazionali che trasporta gas naturale dalla Russia alla Turchia attraverso il Mar Nero, costruito da una joint-venture costituita dalla russa Gazprom e dall'italiana ENI, fu aperto ai primi flussi di gas naturale nel febbraio 2003, ma alcuni ritardi nelle trattative tra Turchia e Russia sui prezzi del gas ritardarono l'inaugurazione ufficiale fino al novembre 2005. All'inaugurazione parteciparono i Primi Ministri di Italia e Turchia (Silvio Berlusconi e Recep Tayyip Erdoğan), ed il Presidente Russo Vladimir Putin.
Nel 2006, l'Italia e la Russia hanno firmato un protocollo di cooperazione contro il crimine e per difendere i diritti civili.
Nel novembre 2008, il presidente del Consiglio Berlusconi, arrivato a Mosca assieme a vari ministri, ha firmato numerosi accordi di collaborazione con la Russia.
Tra tali accordi, due riguardano l'azienda elettrica italiana Enel: nuove collaborazioni con la Inter Rao Ues (sia in Russia che in altre repubbliche ex sovietiche) e intesa con le ferrovie per prolungare la fornitura dell'energia che l'Enel stessa produce in Russia nelle centrali acquistate negli ultimi anni (l'azienda italiana assicura circa i due terzi del fabbisogno dei treni russi). Sempre alle ferrovie di Mosca saranno forniti da Finmeccanica sistemi di segnalazione. La società milanese Pirelli costruirà uno stabilimento a Togliattigrad (dove negli anni Sessanta si avviò con la collaborazione della Fiat la motorizzazione dell'Urss) per fabbricare 4,2 milioni di pneumatici l'anno assieme al partner Russian Technologies (investimento da 300 milioni di euro) e rafforzare così la sua posizione sul mercato russo. Uno stabilimento per produrre 2,3 milioni di tonnellate di cemento (budget di 450 milioni di euro a Orenburg, al confine con il Kazakhstan) verrà realizzato dal gruppo Buzzi Unicem che è già presente con altri due cementifici sugli Urali e in Siberia. Altre intese firmate riguardano le adozioni, che vengono facilitate, la lotta al traffico di droga e la cooperazione culturale.
Negli incontri si è parlato anche della necessità di semplificare il rilascio dei visti, un problema molto sentito dagli imprenditori russi che operano in Italia e da quelli italiani in Russia.
Il 26 aprile 2010 nel corso del vertice italo-russo tra il presidente del Consiglio Silvio Berlusconi e il primo ministro della Federazione Russa Vladimir Putin a Villa Gernetto (Lesmo), il governo russo si è impegnato a stanziare 7,2 milioni di euro per la ristrutturazione di Palazzo Ardinghelli e della chiesa di San Gregorio Magno a L'Aquila dopo il terremoto del 2009..
Il 1º dicembre 2010 il sito Wikileaks ha pubblicato documenti riservati della diplomazia statunitense che mostrano che il rapporto tra Silvio Berlusconi e Vladimir Putin sarebbe oggetto di un'attenta osservazione da parte dei diplomatici americani.
La loro relazione è stata giudicata di natura confidenziale, anche a causa dello scambio di "regali generosi", e foriera di redditizi contratti energetici tra Eni e Gazprom. La descrizione data di Berlusconi è che "sembra essere il portavoce di Putin in Europa", in quanto il Presidente del Consiglio italiano si farebbe portatore degli interessi russi in seno all'Unione Europea.
Secondo uno di questi cablogrammi, l'ambasciatore georgiano a Roma ha detto a diplomatici statunitensi che il governo della Georgia crede che Putin abbia promesso a Berlusconi una percentuale sugli utili dei gasdotti sviluppati da Gazprom in coordinamento con ENI.
Nel maggio 2012, l'ormai ex premier italiano è stato uno dei pochi ospiti stranieri alla cerimonia di insediamento al Cremlino del neoeletto presidente russo Putin. Dopo la condanna di Berlusconi a 4 anni per frode fiscale, Putin, seduto al fianco di Romano Prodi al vertice del club di Valdai (che dal 2004 ogni anno riunisce sul Volga esperti di politica internazionale), ha affermato che «Il Cavaliere è sotto processo perché vive con le donne» e che «Se Berlusconi fosse stato un gay, nessuno lo avrebbe toccato con un dito».

### Il governo Letta
Il 26 novembre 2013, nell'ambito del forum Italia-Russia e del concomitante vertice bilaterale a Trieste, sono stati firmati 28 accordi commerciali, divisi tra finanza, energia e industria; tra tali accordi, figurano quelli tra Enel e Rosneft, Eni sempre con Rosneft e con Novatek, e Poste-Selex con le Poste russe. Tra le altre aziende coinvolte anche Mediobanca, Fincantieri e Pirelli.
Il 29 novembre 2013 il rappresentante del Cremlino per i diritti dell'Infanzia, Pavel Astakhov, ha dichiarato che le adozioni di bambini russi saranno consentite solo all'Italia, poiché l'Italia ha in primo luogo con la Russia un accordo bilaterale in merito, e poi non riconosce i matrimoni gay.
Il presidente del consiglio italiano Enrico Letta ha deciso di essere presente il 7 febbraio 2014 alla cerimonia inaugurale dei XXII Giochi olimpici invernali di Soči (Russia), a differenza degli omologhi capi di stato e di governo di Stati Uniti, Francia, Germania e Regno Unito, che hanno scelto di boicottare l'evento per protesta contro le leggi omofobe promulgate in Russia sotto la guida di Putin e le persecuzioni cui è sottoposta la comunità LGBT sul territorio russo. Letta, invitato personalmente da Putin durante il vertice intergovernativo di Trieste a novembre, ha deciso di presenziare l'inaugurazione dei Giochi Olimpici Invernali sul Mar Nero per avere più chance di ospitare i giochi del 2024 a Roma.

### Il governo Renzi

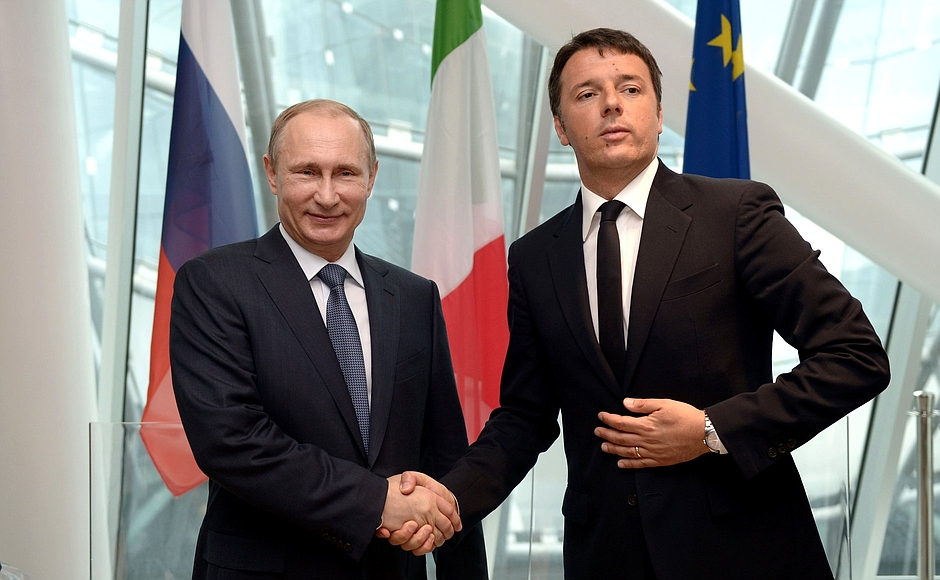
Vladimir Putin e Matteo Renzi all'apertura del Russia Day a Expo 2015. Milano, 10 giugno 2015

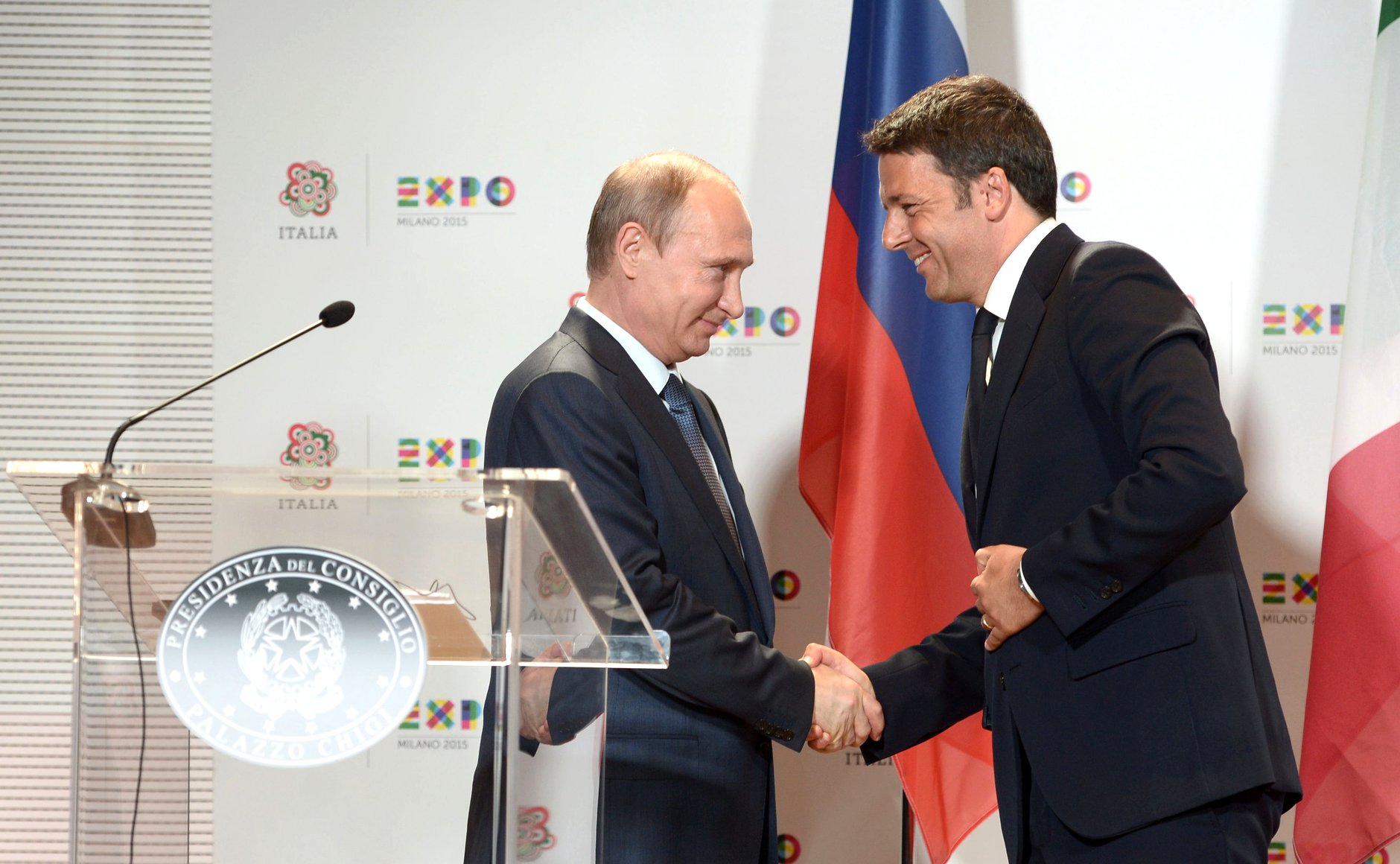
Putin e Matteo Renzi (10 giugno 2015).

Con l'annessione della Crimea alla Russia e la guerra in Donbass, la Russia viene espulsa dal G8 e l'Unione europea sottopone il regime di Putin a sanzioni economiche. L'Italia non si oppone, nonostante la Russia metta in atto dall'agosto 2014 contro-sanzioni che colpiscono anche l'import di prodotti agro-alimentari italiani in Russia.
La nomina, nel luglio 2014, della ministra degli esteri italiana Federica Mogherini quale Alta rappresentante dell'Unione per gli affari esteri e la politica di sicurezza viene inizialmente osteggiata dai paesi membri UE più orientali (soprattutto Baltici e Polonia), secondo i quali la posizione italiana durante la crisi ucraina era stata troppo morbida nei confronti di Mosca, e che vedevano in Mogherini la portatrice di posizioni filo-russe.
Il 10 giugno 2015 il Presidente del Consiglio Matteo Renzi ricevette Putin all'Expo Milano 2015, ringraziandolo per la sua presenza all'inaugurazione del padiglione russo, ed ebbe un lungo e cordiale incontro faccia a faccia. Negli stessi giorni in cui il Parlamento europeo approvava un rapporto che definiva la Russia «non più partner strategico della Ue», Matteo Renzi affermòː «Lavoreremo insieme per ripartire dalla tradizionale amicizia Italia-Russia [...] Il lavoro che possiamo fare insieme ha radici antiche e noi vogliamo che abbia un futuro ricco di energia per il pianeta e per la vita.»
L'8 gennaio 2016 Renzi telefonò a Putin, che si era arrabbiato per la requisitoria del Presidente italiano di metà dicembre '15 al Consiglio UE contro il raddoppio del gasdotto North Stream tra Russia e Germania, e gli spiegò che la sua posizione non era da intendersi contro la Russia ma contro la Francia e la Germania,  e che, anzi, l'Italia voleva partecipare a North Stream 2; a seguito di questo colloquio telefonico, il Cremlino annunciò «un lavoro congiunto fra Putin e Renzi per realizzare progetti energetici di mutuo profitto.»
Dopo l'annessione alla Russia, gli italiani di Crimea sono rimasti esclusi dal decreto della Presidenza russa del 21 aprile 2014 per il riconoscimento delle minoranze crimeane perseguitate dallo stalinismo. A questa mancanza è stato posto rimedio il 12 settembre 2015, a seguito dell'incontro a Yalta fra il presidente Putin e una delegazione dell'associazione Cerkio guidata dalla presidente Giulia Giacchetti Boico, cui era presente anche Silvio Berlusconi. Il presidente russo ha emendato il decreto e ora gli italiani sono a tutti gli effetti riconosciuti come minoranza perseguitata e deportata.
Il consiglio regionale del Veneto nel maggio 2016 ha riconosciuto la Crimea come parte della Russia e ha chiesto la revoca delle sanzioni dell'UE contro la Federazione Russa; il Veneto è stata la prima regione d'Europa a riconoscere l'annessione della Crimea alla Federazione Russa, e la notizia ha avuto larga risonanza in Russia. Ben presto le stesse delibere furono adottate dai consigli regionali della Liguria e della Lombardia. Nell'ottobre 2016 una delegazione di deputati e imprenditori di cinque regioni d'Italia, tra cui il Veneto, ha visitato la Crimea, dove ha chiesto la revoca delle sanzioni e il riconoscimento internazionale della Crimea come parte integrante della Russia.
L'Italia è stata ospite d'onore del business forum russo di San Pietroburgo del 2016, a cui ha partecipato anche il premier Matteo Renzi, che si è detto contrario al rinnovo automatico delle sanzioni senza previa discussione in Consiglio UE, nonostante il mancato rispetto da parte della Russia degli accordi di Minsk.
Il presidente russo Putin ha espresso solidarietà all'Italia a seguito del terremoto del Centro Italia del 2016, offrendo anche assistenza tecnica (poi non concretizzatasi).
Nel giugno 2016 (e poi, durante il governo Gentiloni, nel luglio 2017) il Ministro dello sviluppo economico Carlo Calenda strinse accordi economici con la Russia nonostante l'embargo europeo; il 17 giugno 2016 il ministro Calenda dichiaròː «Stiamo lavorando con il governo centrale russo e con i diversi governatori su 340 proposte legate a progetti di investimento comune, Queste proposte che saranno esaminate entro l'anno, con un'operatività a partire dal 2017, possono essere una risorsa importante anche per le piccole e medie imprese italiane».

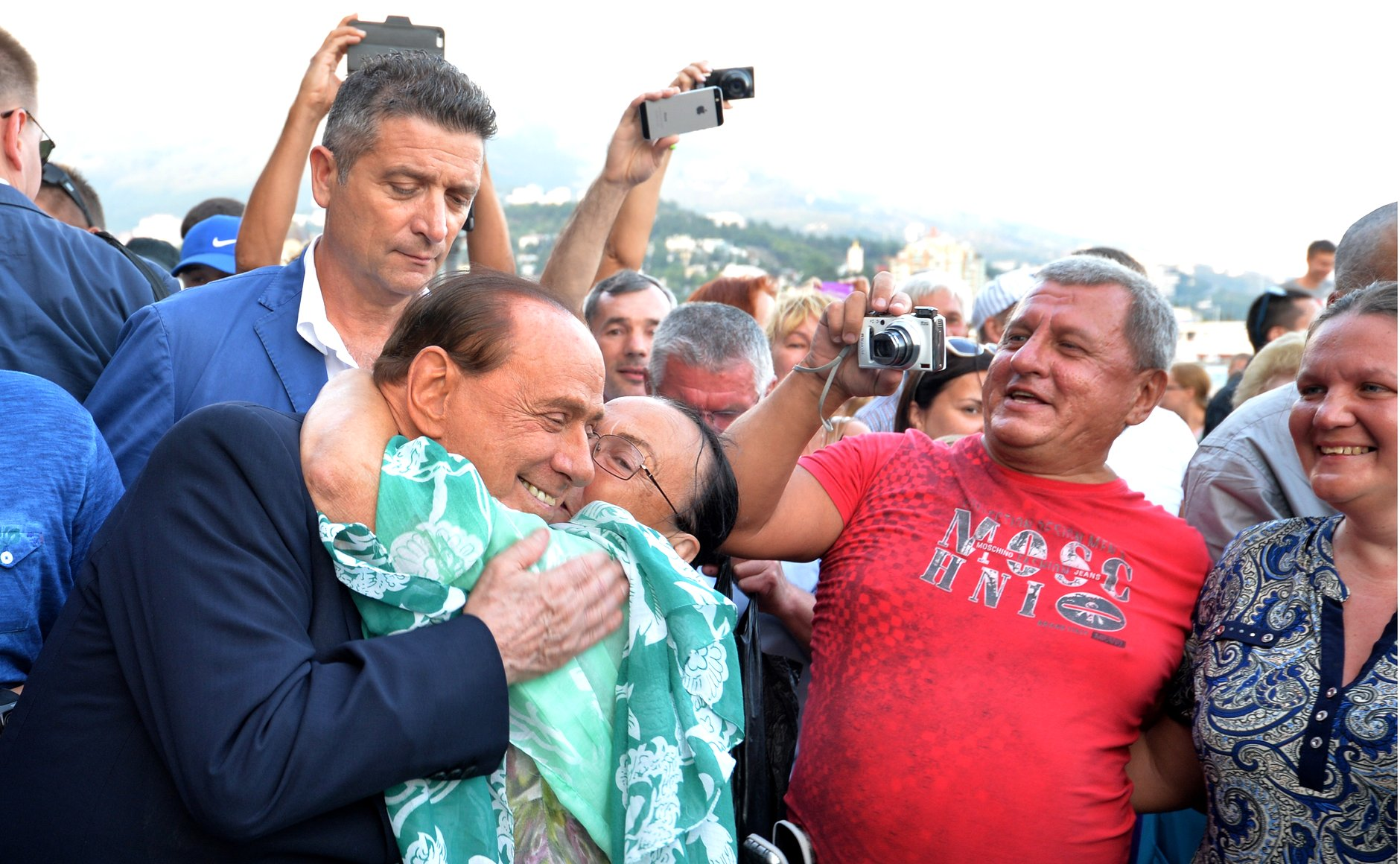
Berlusconi, Crimea (11 settembre 2015)

### Rapporti tra il governo russo e i partiti politici italiani
Il governo russo è stato accusato di sostenere i partiti anti-establishment in Italia, tra cui la Lega Nord e il Movimento Cinque Stelle, generando opposizione alle sanzioni dell'Unione europea nei confronti della Russia. Nel 2017 il partito di Vladimir Putin, Russia Unita, ha firmato un accordo di cooperazione politica con la Lega Nord. L'ex premier italiano Matteo Renzi ha accusato le organizzazioni sostenute dalla Russia di propagare notizie false in Italia al fine di influenzare i risultati elettorali. Il Movimento Cinque Stelle ha diffuso attivamente false notizie a supporto del governo russo e della sua politica estera, con molte notizie provenienti dagli organi d'informazione russi direttamente controllati dal Cremlino quali Sputnik e Russia Today. Nel dicembre 2017 l'ex vicepresidente degli Stati Uniti Joe Biden ha accusato la Russia di aiutare i partiti d'opposizione Lega Nord e Movimento Cinque Stelle.

### Governi Conte

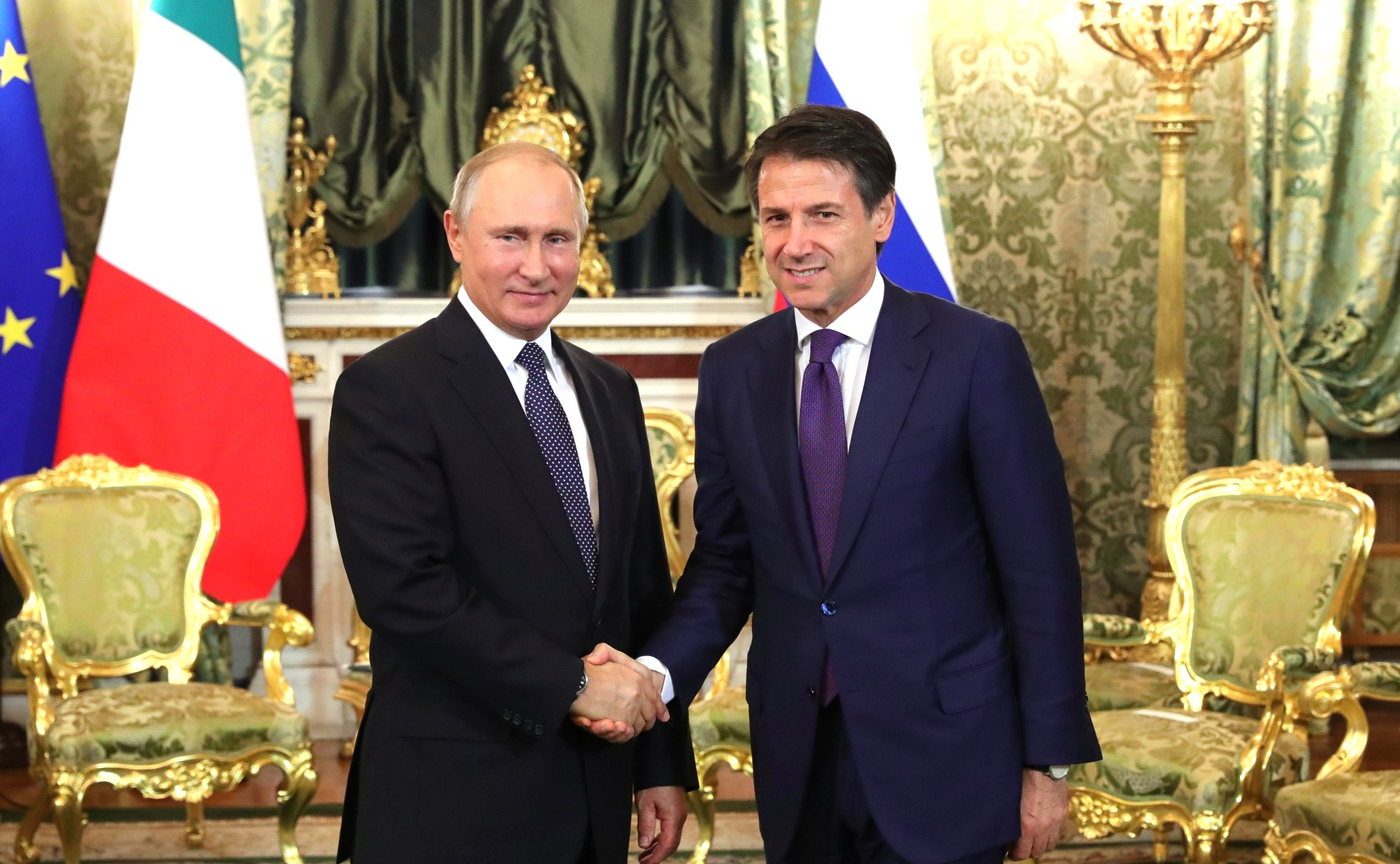
Conte e Putin al Gran Palazzo del Cremlino (ottobre 2018)

Il Vicepresidente del Consiglio dei ministri della Repubblica Italiana e Ministro dell'interno Matteo Salvini non ha mai negato di vedere in Vladimir Putin e nella Russia un partner e non un nemico, ha siglato fra la Lega e Russia Unita (il partito del presidente russo), si è fortemente schierato contro le sanzioni internazionali contro la Russia del 2014, e, relativamente alle esercitazioni militari della NATO nei Paesi baltici, ha affermato: "Io penso che oggi il nemico non sia la Russia ma l'estremismo islamico, il fanatismo, perciò schierare carri armati e uomini ai confini con la Russia mi sembra poco produttivo".
Il Presidente del Consiglio Giuseppe Conte è stato in visita il 24 ottobre 2018 a Mosca per incontrare il presidente Putin e il primo ministro Medvedev; al centro dei colloqui temi diversi, che vanno dalle relazioni internazionali, ai rapporti economici e culturali tra i due paesi fino alla delicata questione delle sanzioni. Il premier Conte ha ribadito quanto l'Italia veda nella Russia un partner strategico, auspicando il superamento delle sanzioni internazionali, e ha invitato il presidente russo Putin in Italia dicendogli: "Mi auguro che lei possa venire in Italia al più presto, manca da troppo tempo". Durante l'incontro sono stati firmati nella Sala della Malachite al Cremlino tra i due governi 13 tra accordi e intese su ambiente, energia, infrastrutture, ed altri settori per un valore stimato, in prospettiva, di circa 1,5 miliardi di euro.
Nel marzo 2020, durante la pandemia di COVID-19 in Italia, quando il bilancio delle vittime della pandemia nel Belpaese si è avvicinato a 10mila persone, il presidente russo Vladimir Putin ha ordinato di inviare squadre di medici russi sin Italia - e insieme a loro dispositivi di protezione, complessi mobili basati su Kamaz per la disinfezione con aerosol dei trasporti e del territorio, attrezzature mediche, laboratori sul campo per la sterilizzazione - per lavorare nel più aree colpite del Paese. L'assistenza è stata fornita tramite il Ministero della Difesa della Federazione Russa con l'uso di aerei delle Forze Aerospaziali della Federazione Russa.. 14 aerei delle Forze Aerospaziali con a bordo virologi militari e altri specialisti furono inviati in Italia; in totale, a bordo delle Forze Aerospaziali arrivarono in Italia circa 100 soldati russi, il loro principale luogo di attività fu il più grande focolaio di infezione nella città di Bergamo. Entro il 15 maggio 2020, tutti gli aerei e il personale militare, dopo aver completato i compiti assegnati, sono tornati in Russia.

### Governo Meloni
Il 12 febbraio 2023, l'ex Premier Silvio Berlusconi ha affermatoː «Se fossi stato il presidente del Consiglio non sarei mai andato a parlare con Zelensky» e attribuendo a quest'ultimo la responsabilità dell'invasione russa del 2022ː «Bastava che cessasse di attaccare le due repubbliche autonome del Donbass e questo non sarebbe accaduto. Quindi giudico, molto, molto negativamente il comportamento di questo signore».
Il Vicepresidente del Consiglio e ministro delle infrastrutture e dei trasporti del governo Meloni, Matteo Salvini, ha più volte affermato di essere contrario all'autorizzazione all'uso delle armi italiane inviate in Ucraina contro il territorio della Federazione russa, arrivando a minacciare di non votare il successivo decreto sull'invio di dotazioni qualora non avesse la certezza assoluta che queste siano utilizzate esclusivamente a scopo difensivo. Analogamente, l'altro Vicepresidente del Consiglie nonché ministro degli esteri Antonio Tajani, ha più volte asserito che l'Italia non manderà mai soldati a combattere in Ucraina «perché non siamo in guerra con la Russia».
Il 5 giugno 2024, in una intervista con alcune delle principali agenzie di stampa internazionali, il Presidente Vladimir Putin ha risposto anche a una domanda sull’Italia, affermandoː «Vediamo che la posizione dell’Italia (verso la Russia) è più contenuta rispetto ad altri Paesi europei e notiamo questo in modo adeguato [...] in Italia non si diffonde una russofobia da cavernicoli e lo teniamo in considerazione. Noi speriamo che quando la situazione riguardo all’Ucraina comincerà a stabilizzarsi, riusciremo a ristabilire relazioni con l’Italia forse anche più velocemente che con qualche altro Paese».

## Relazioni economiche

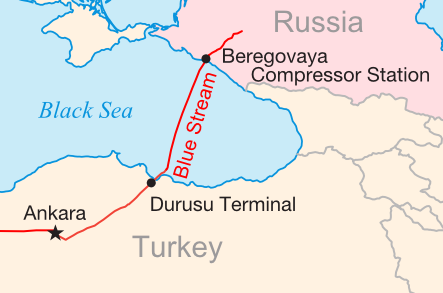
Il Blue Stream è uno dei principali gasdotti internazionali, che trasporta gas naturale dalla Russia alla Turchia, attraverso il Mar Nero.
Il gasdotto è stato costruito dalla Blue Stream Pipeline B.V., una joint-venture costituita dalla russa Gazprom e dall'italiana ENI.
La costruzione della tratta offshore si svolse tra il 2001 ed il 2002 ad opera dell'italiana Saipem.

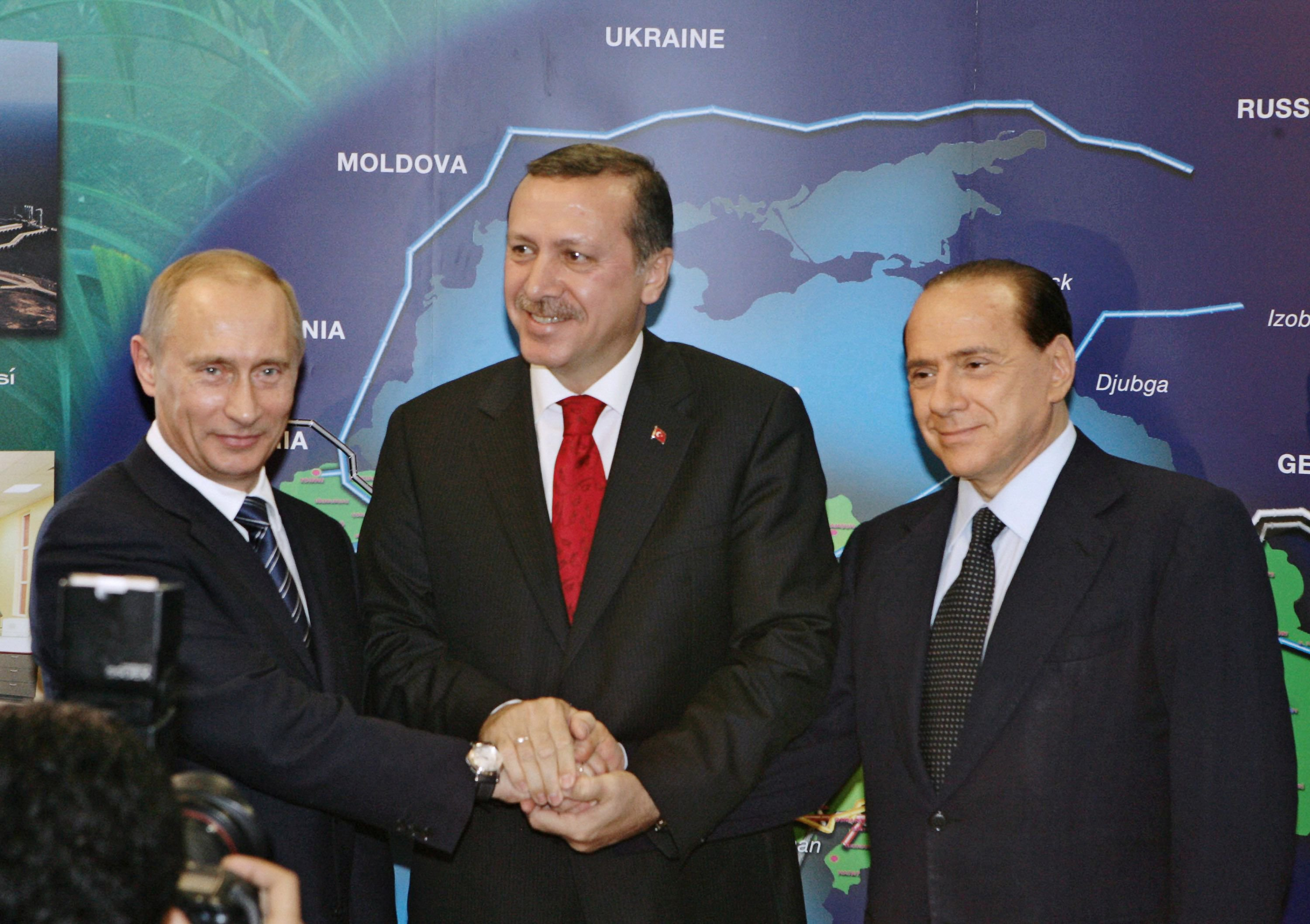
Da sinistra, il capo del governo russo Vladimir Putin, il premier turco Recep Tayyip Erdoğan e Silvio Berlusconi all'inaugurazione ufficiale del gasdotto Blue Stream (27 novembre 2005).

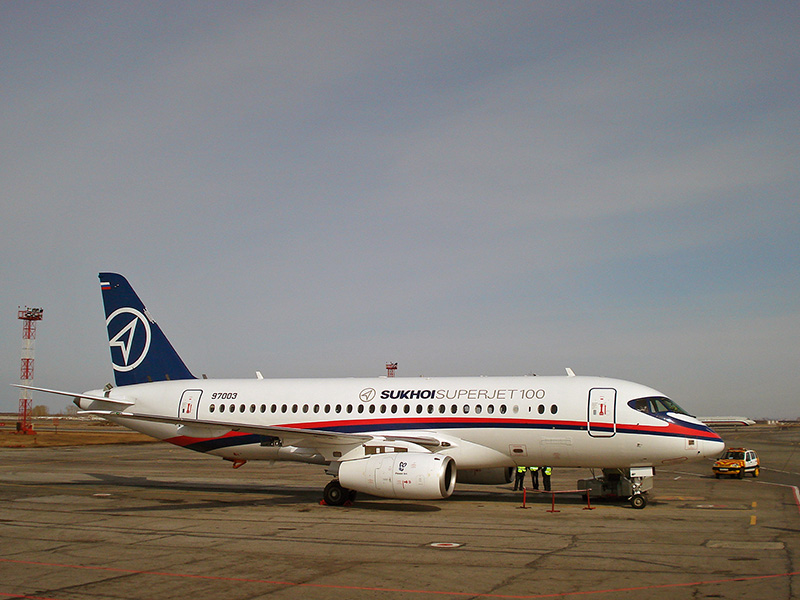
Sukhoi Superjet 100 all'aeroporto di Novosibirsk-Tolmačëvo. Il Superjet 100 è un aereo di linea regionale biturbina di nuova generazione da 75-100 posti sviluppato da Sukhoi Civil Aircraft Company (SCAC), in collaborazione con Alenia Aermacchi, società del gruppo Finmeccanica.

### Commercio
L'Italia è il quarto sbocco commerciale russo dopo Paesi Bassi, Cina e Germania, e la quinta fonte d'importazioni per la Russia dopo Cina, Germania, Stati Uniti e Bielorussia.
L'Italia è il secondo più importante partner commerciale della Federazione Russa nell'Unione europea (dopo la Germania), il quarto nel mondo, (dopo la Germania, i Paesi Bassi e la Cina; il terzo se si escludono i Paesi Bassi che statisticamente computano le merci che transitano per il porto di Rotterdam), e il settimo fornitore.
Il commercio tra Italia e Russia è raddoppiato dal 2000 al 2010, con un interscambio di 27,3 miliardi di euro nel 2011. Il picco delle relazioni commerciali e umanitarie russo-italiane è stato nel 2013, quando il fatturato commerciale ha raggiunto i 53,9 miliardi di dollari. Il flusso commerciale tra Italia e Russia è stato sintetizzato da Roberto Pelo e Stefano Torrembini con la formula «made in Italy per pagare la bolletta del gas», per sottolineare il ruolo delle aziende italiane in Russia come controparte della dipendenza energetica della penisola nei confronti del gigante russo.
Con le sanzioni reciproche tra Russia e UE a seguito dell'annessione della Crimea e della guerra in Donbass, l'interscambio commerciale tra Russia e Italia è sceso da 26 a 17,4 miliardi di euro tra 2014 e 2016, per poi risalire leggermente nel 2017. Tra i settori d'export italiano maggiormente colpiti vi sono l’agroalimentare, i macchinari e i segmenti ad elevato contenuto tecnologico; nell'import sono calati soprattutto il settore minerario e dei combustibili, per via del crollo dei prezzi degli idrocarburi.
In Russia erano attive nel 2012 circa 500 grandi e piccole aziende italiane, riunite nella Camera di commercio italo-russa. I settori più rilevanti dell'export italiano sono macchine e apparecchi meccanici, tessile, prodotti in cuoio e arredamento. La Russia rappresenta uno dei più importanti mercati di sbocco delle merci e degli investimenti italiani, reso ancor più promettente dall'ingresso di Mosca nell'Organizzazione mondiale del commercio (OMC). In cambio, l'Italia acquista dalla Russia ingenti quantità di petrolio e gas naturale cruciali per far funzionare del suo sistema produttivo.

### Industria
Nel settore industriale e high-tech, le aziende Finmeccanica collaborano con successo con imprese russe: la cooperazione si estende anche al settore dell'aviazione, tra l'italiana Alenia e la russa Sukhoi, che producono e commercializzano insieme un nuovo velivolo, il Super jet 100. Sono inoltre significativi gli investimenti di Pirelli, Danieli, Gruppo Marcegaglia, Ferrero, Indesit, Cremonini, Coeclerici, Marazzi, Barbaro.
Si è inoltre consolidata la strategia russa di FIAT che annovera la joint venture con la banca pubblica Sberbank per l'assemblaggio a San Pietroburgo di 120.000 Jeep l'anno, l'intesa per un investimento con la società locale ZIL (20% Sberbank), l'attivazione dello stabilimento della joint venture Case-NewHolland-Kamaz per l'assemblaggio di macchinari agricoli, e quella Iveco/OboronService per la prossima produzione di veicoli militari "Lince". Tra i più grandi progetti di cooperazione di investimento vi sono: una fabbrica per la produzione di lavatrici a Lipeck, costruito nel 2004 dall'Indesit (il nome dal 2005); la produzione di piastrelle in ceramica a Stupino, nella regione di Mosca, costruito dalla Marazzi; un impianto di assemblaggio a Naberežnye Čelny per piccole automobili del Gruppo Fiat.
Tra i settori che vantano le più significative presenze imprenditoriali italiane si segnalano il settore agro-alimentare (tra cui InalcaCremonini, Parmalat, Ferrero, Zuegg, Perfetti, Colussi, De Cecco), quello automobilistico (tra cui Fiat-Iveco, Pirelli), gli elettrodomestici (tra cui Indesit, Candy, Ariston, de Longhi), i comparti edilizia-infrastrutture-trasporti (tra cui Mapei, Marazzi, Buzzi Unicem, Astaldi, Rizzani De Eccher, Salini, Merloni progetti), i settori energetico (Eni-Saipem, Enel, Coeclerici), metallurgico (Techint, Danieli, Marcegaglia), petrolchimico (Technimont), farmaceutico (Menarini) ma anche aerospaziale-difesa-telecomunicazioni (Finmeccanica-Alenia-Agusta-Ansaldo-Selex, Italtel, Technosystem).
Dal lato degli investimenti russi in Italia, alla fine del 2011, la banca dati ICE-Reprint-Politecnico di Milano censisce 65 imprese che impiegano 16.136 dipendenti e generano un fatturato di 14,2 miliardi di euro. I principali settori economici del Belpaese che ospitano investimenti russi sono il siderurgico (tra cui Severstal' che ha rilevato il Gruppo Radaelli Tecna e il Gruppo Lucchini, il colosso dell'alluminio RusAl che ha acquisito Eurallumina, il gruppo Evraz che controlla l'azienda friulana produttrice di lamiere in acciaio Palini & Bertoli, il gruppo Novolipetsk che ha creato con l'italiana Duferco una joint venture per il controllo di Verona Steel), l'energetico (Lukoil controlla ISAB Raffinerie Mediterranee, polo di raffinazione di Siracusa), e le telecomunicazioni (VimpelCom ha acquisito nel 2011 Wind Italia) ma investimenti russi sono anche presenti nei settori agro-alimentare (il gruppo Russkij Standard ha acquisito recentemente la storica azienda vinicola Fratelli Gancia), immobiliare (una grande quantità di investimenti immobiliari inizialmente in Costa Smeralda, poi in Toscana ed ora anche sui Laghi), della nautica e dei beni di consumo.

### Energia
Le compagnie pubbliche italiane ENI, ENEL e Saipem sono molto attive nel Paese. La Russia è complessivamente il principale fornitore di energia all'Italia: da essa quest'ultima acquista infatti petrolio per circa il 15% delle importazioni e gas per il 30% delle importazioni totali. Non si dimentichino poi gli investimenti delle due maggiori banche italiane, Intesa Sanpaolo e Unicredit. Italia e Russia vivono in un rapporto di simbiosi economica, palesata dalle cifre sempre crescenti dell'interscambio commerciale.
Le relazioni energetiche tra Italia e Russia sono state caratterizzata per quasi dieci anni dal progetto del gasdotto South Stream, progettato d'intesa tra la compagnia italiana Eni e il gigante statale russo Gazprom in base ad accordi commerciali siglati a partire dalla fine del 2006. Così come il progetto gemello North Stream che connette Russia e Germania, South Stream aveva l'obiettivo di connettere direttamente il gas di produzione russo ai mercati dell'Europa centro-meridionale (Italia, Austria ed Europa centrale) attraverso un percorso sul fondo del mar Nero che evitasse il passaggio per paesi extracomunitari, soprattutto l'Ucraina. Il progetto sollevò varie questioni, tanto di interesse strategico (come l'accusa di aumentare la dipendenza europea dal gas russo) quando di corruzione e conflitto d'interessi (in particolare in relazione alle società collegate a Silvio Berlusconi, come notato anche in documenti diplomatici pubblicati da Wikileaks). Il progetto South Stream è stato abbandonato nel 2014 a seguito dell'intervento russo in Ucraina e delle conseguenti sanzioni internazionali.

## Relazioni culturali

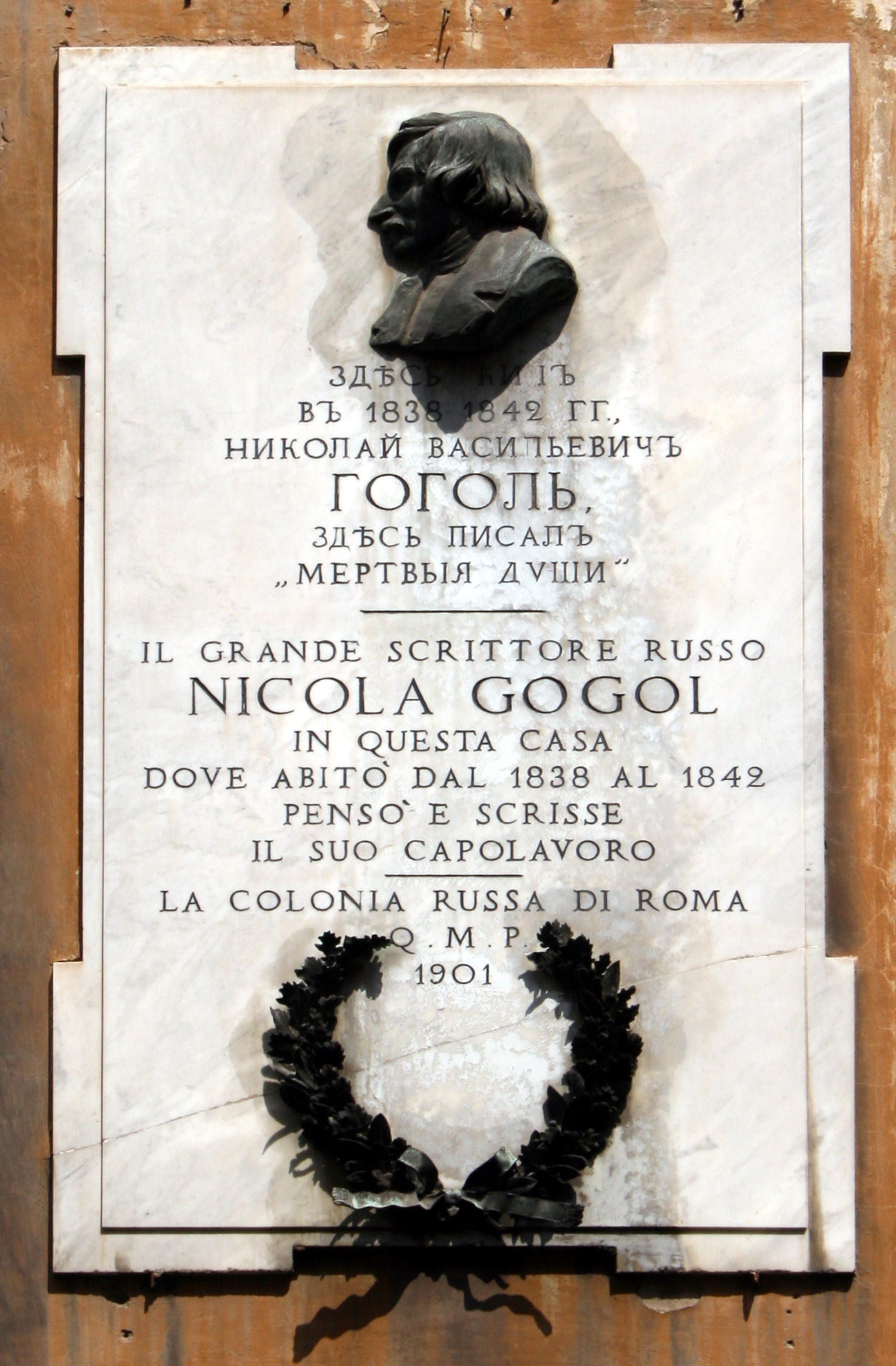
Targa dedicata a Gogol' in Via Sistina 125, Roma

Nel marzo 1837 Gogol' iniziò a studiare la lingua italiana in occasione del suo soggiorno in Italia. Visse a Roma fino al 1842 e conobbe il letterato Pagodin e Giuseppe Gioacchino Belli. La cooperazione in ambito umanitario e culturale è una delle componenti principali di relazioni bilaterali. I legami culturali tra la Russia e l'Italia sono in corso di attuazione sulla base di un accordo intergovernativo sulla cooperazione nel campo della cultura e dell'istruzione del 10 febbraio 1998, così come i programmi di scambio che sono coordinati nel quadro della Commissione mista russo-italiana per la cooperazione nel campo della cultura e dell'istruzione, e fissati in protocolli bilaterali.
I russi hanno sempre nutrito nei confronti dell'Italia e della sua lingua un certo fascino. Lo ha dimostrato nel passato l'amore che legò scrittori come Gogol' e Gor'kij al Belpaese, e lo dimostrano ancora oggi i tanti cittadini della Federazione Russa che si avvicinano alla lingua e alla cultura italiana. Molti turisti russi visitano l'Italia ogni anno e tanti studenti russi vi si recano in per studiare l'arte e la musica italiana.
Il 2011 è stato l'Anno della lingua e della cultura italiana in Russia, nell'ambito del quale si sono svolte molte iniziative: 400 eventi svoltisi in più di 35 città della Federazione Russa, con 30 musei che hanno prestato opere, 400 tra attori, ballerini e tecnici degli spettacoli, e 1.300 musicisti coinvolti nei concerti. Almeno 5.000 persone hanno partecipato all'organizzazione dell'Anno, più di 200 giornalisti l'hanno seguito passo per passo, quasi 3.000 sono stati gli articoli scritti, mentre i primi due giorni di apertura della grande mostra di 11 quadri di Caravaggio al Museo Pushkin di Mosca hanno registrato ben 6.500 cittadini in coda per un tempo di attesa medio di due ore e mezza.

### L'insegnamento dell'italiano in Russia
In Russia l'insegnamento della lingua italiana contende il secondo posto (dopo l'inglese) a francese e tedesco. L'interesse per lo studio della lingua italiana ha una lunga tradizione in Russia ed è motivato da interesse culturale, ma spesso anche dal desiderio di includere la conoscenza dell'italiano nel proprio curriculum a fini professionali. La presenza economica e commerciale italiana è un dato acquisito nella società russa e molti giovani ambiscono ad avere l'opportunità di lavorare per un'organizzazione o un'impresa italiana.
Corsi di lingua sono offerti dall'Istituto Italiano di Cultura, mentre a livello accademico vi sono corsi di italiano a cura di lettori inviati dal Ministero degli Affari Esteri presso l'Università Lomonosov a Mosca, nonché presso l'Università di Stato di San Pietroburgo. Numerose altre Università russe offrono corsi accademici a cura di insegnanti locali: a Mosca l'Università Linguistica di Stato e l'Università per le Scienze Umanistiche. I corsi di lingua offerti dall'Istituto Italiano di Cultura di Mosca e dalla Sezione di San Pietroburgo riscuotono negli ultimi anni un crescente successo, come dimostrato dall'incremento complessivo degli iscritti, da 1.100 nel 2007 ai 2.300 nel 2010. Molto attive nel territorio della Federazione anche le Società Dante Alighieri, le quali offrono corsi di Italiano ad opera di insegnanti qualificati, rilasciando certificazioni delle competenze linguistiche maturate attraverso specifici esami (PLIDA).
Il Programma P.R.I.A., acronimo in russo per "programma di diffusione della lingua italiana in Russia", è nato ad opera dell'Ufficio Istruzione del Consolato generale d'Italia, con sede presso l'Ambasciata d'Italia a Mosca, affiancato da un gruppo di scuole russe desiderose di inserire l'italiano nel proprio percorso formativo. Il Programma P.R.I.A consiste in una costante opera di promozione della lingua italiana in tutto il territorio della federazione Russa, con conseguente individuazione delle scuole che intendono attivarne l'insegnamento come seconda o terza lingua straniera, in attesa di una possibile introduzione da parte del Ministero russo dell'Educazione e della Scienza dell'italiano anche come prima lingua. Nell'anno scolastico 2010-2011 si è avuto un incremento del numero delle scuole russe che aderiscono al P.R.I.A., attualmente circa 50, di cui una trentina a Mosca ed una ventina in altre città, quali San Pietroburgo, Ekaterinburg, Nižnij Novgorod, Samara, Rostov sul Don, Kazan', Krasnodar, Novosibirsk, Irkutsk, Vladivostok, ecc.
La Scuola bilingue italo-russa n. 136 di Mosca, unica nel sistema formativo della Federazione, è la scuola in cui trova applicazione il Memorandum intergovernativo del 5 novembre 2003 sulla costituzione di sezioni bilingue presso scuole italiane e russe. È una delle scuole di maggiore prestigio, scelta dal Ministero russo dell'Educazione e della Scienza per concretizzare tale accordo. Gli allievi della sezione bilingue seguono il normale percorso curriculare russo, ma dall'8ª alla 11ª classe, studiano direttamente in italiano discipline quali storia, filosofia, geografia e biologia, oltre ovviamente alla Lingua e Letteratura italiana. Al fine di garantire l'invio di personale madrelingua altamente qualificato, il Ministero degli Esteri italiano seleziona periodicamente i docenti attraverso uno specifico concorso. Il titolo conseguito dagli studenti della Scuola 136 consentirà loro di iscriversi presso un'Università italiana.